# Lista de abreviaturas
Esta é uma lista de abreviaturas (ou de reduções).

## Lista

### A
- A — ampere(s)
- a — are(s)
- A — argônio
- a — assinado(a)
- Å — angstrom (0,1 nanômetro),
- A. — aceite
- A. — alto (música)
- a. — arroba(s)
- a. — assinado(a)
- A. — austral
- A. — autor
- a.al. — alto-alemão
- A.B. — Artium Baccalaureus, bacharel de artes, bacharel em artes
- a.c. — anni currentis ou anno currente, do corrente ano
- A.C. — anno Christi, no ano de Cristo, na era cristã
- a.C. — antes de Cristo[2]
- a.C.e. — misto anestésico de álcool, clorofórmio e éter
- A.D. — aguarda deferimento[2]
- A.D. — anno Domini, no ano do Senhor, na era cristã
- a.d. — ante diem, antes do dia
- A.E.C. — antes da era comum (com ou sem pontos — ver E.C.)
- a.e.c. — antes da era comum (preferencialmente em versalete, com ou sem pontos — ver e.c.)
- A.H. — anno Hegirae, no ano da Hégira, na era islâmica
- a.H. — antes da Hégira
- A.M. — anno mundi, no ano do mundo
- a.m. — ante meridiem, antes do meio-dia
- A.M. — Artium Magister, mestre de artes, mestre em artes
- a.m.a. — ad multos annos, por muitos anos
- A.M.D.G. — Ad Maiorem Dei Gloriam, para a maior glória de Deus
- a.p. — a protestar (comércio)
- A.R. — ascensão reta
- a.s. — anglo-saxão
- a.-s. — anglo-saxão
- a.t. — a tempo (música)
- A.t. — a tempo (música)
- A.U.C. — anno urbe condita, no ano da fundação da cidade
- A.V. — avaria marítima
- A.V.C. — ab urbe condita, da fundação da cidade (de Roma)
- A.V.C. — anno urbe condita, no ano da fundação da cidade (de Roma)
- A/C — ao(s) cuidado(s)
- a/c — aos cuidados, ao cuidado de
- ãã aná. — em partes iguais
- aa — assinados(as)
- AA — Alcoólicos Anônimos
- AA — estação meteorológica
- AA — tamanho médio de pilhas
- aa. — assinados(as)
- AA. — autores
- AAA — cubo (em matemática antiga)
- AAA — nas moedas e monumentos romanos: aurum argentum et aes (ouro, prata e bronze)
- AAA — nas moedas e monumentos romanos: os três Augustos
- AAA — número de área (em meteorologia)
- AAA — tamanho pequeno de pilhas
- ab init. — ab initio, a partir do início, desde o início
- Ab. — abade
- Ab.e — abade
- abc. — abecedário
- abis. — abissínio
- abissín. — abissínio
- abl. — ablativo
- abr. — abreviatura
- abr. — abril
- abrev. — abreviação
- abrev. — abreviadamente
- abrev. — abreviado
- abrev. — abreviatura
- abs. — absolutamente
- abs. — absoluto
- åbs. — grau absoluto
- absol. — absoluto
- abstr. — abstrato
- abstrsmo abstracionismo
- abus. — abusivamente
- ac — acre(s)
- Ac — actínio
- ac. — ft acre-foot (feet), acre-pé
- acad. — academia[2]
- acad. — acadêmico
- academ. — academicismo
- acadêm. — acadêmico
- acadsmo academicismo
- acc. — accessit (classificação escolar inferior ao prêmio)
- açor. — açorianismo
- açor. — açoriano
- acus. — acusativo
- acúst. — acústica
- ad fin. — ad finem, até o fim
- ad infin. — ad infinitum, até o infinito, inumeravelmente
- ad init. — ad initium, no início, logo no início
- ad int. — ad interim, interinamente, no ínterim
- ad lib. — ad libitum, à vontade, a gosto
- ad loc. — ad locum, ao lugar, para o lugar
- ad val. — ad valorem, pelo valor[2]
- ad. — adágio
- ad. — adiado
- adag. — adagio, lentamente
- adapt. — adaptação
- add — adde ou addatur, junta, junte-se
- adit. — aditiva
- adj. — adjetivo
- adj. bif. — adjetivo biforme
- adj. s.2g. — adjetivo e substantivo de dois gêneros
- adj. s.2g.2n. — adjetivo e substantivo de dois gêneros e dois números
- adj. s.f. — adjetivo e substantivo feminino
- adj. s.m. — adjetivo e substantivo masculino
- adj. unif. — adjetivo uniforme
- adj.2g. — adjetivo de dois gêneros
- adj.2g. s.f. — adjetivo de dois gêneros e substantivo feminino
- adj.2g. s.m. — adjetivo de dois gêneros e substantivo masculino
- adj.2g.2n. — adjetivo de dois gêneros e dois números
- adjet. — adjetivamente
- adm. — administração
- adm. ecl. — administração eclesiástica
- adm. púb. — administração pública
- adm. rom. — administração romana
- admir. — admiração
- adv. — adverbial
- adv. — advérbio
- Adv. — advocacia[2]
- adv. af. — advérbio de afirmação
- adv. conf. — advérbio de confirmação
- adv. design. — advérbio de designação
- adv. dúv. — advérbio de dúvida
- adv. excl. — advérbio de exclusão
- adv. interr. — advérbio interrogativo
- adv. lug. — advérbio de lugar
- adv. lugar — advérbio de lugar
- adv. mod. — advérbio de modo
- adv. modo — advérbio de modo
- adv. neg. — advérbio de negação
- adv. num. — advérbio numeral
- adv. quant. — advérbio de quantidade
- adv. rel. — advérbio relativo
- adv. temp. — advérbio de tempo
- Adv.º — advogado
- adv.º — advogado
- adverb. — adverbialmente
- advoc. — advocacia
- AEC — antes da era comum (com ou sem pontos — ver EC)
- aec — antes da era comum (preferencialmente em versalete, com ou sem pontos — ver ec)
- AEO - antiestreptolisina O
- aer. — aeronáutica
- aer. — aerovia
- aer. mil. — aeronáutica militar
- aerof. — aerofotogrametria
- aeron. — aeronáutica
- aerost. — aerostática
- aet. — aetate, na idade de
- aetat. — aetate, na idade de
- af.o — afeiçoado
- af.o — afetuoso
- afér. — aférese
- afl. — afluente
- afls. — afluentes
- afor. — aforismo
- afr. — africânder
- afr. — africanismo
- afr. — africano(a)
- afric. — africanismo
- afrolus — afro-lusitano
- afrolus. — afro-lusitanismo
- Ag — argentum, prata
- ag. — agosto
- ág. e fl. — águas e florestas
- agl. — aglomerado
- agl. — aglutinação
- agn. — agnome
- ago. — agosto
- agpc — Agente de Polícia Civil
- agric. — agricultura[2]
- agrim. — agrimensura
- agrol. — agrologia
- agron. — agronomia[2]
- Ah — ampere(s)-hora
- aj. — ajudante
- aj.te — ajudante
- Al — alumínio
- Al. — alameda (toponimicamente)
- al. — alemão
- al. — alias, aliter, por outras palavras, de outro modo
- al. hist. — alusão histórica
- al. lit. — alusão literária
- al. mit. — alusão mitológica
- alat. — alatinado
- alb. — albanês
- alb. — albardilha, cutelaria
- alf. — alfabético
- alf. — alfabeto
- alf. — alferes
- alf. ar. — alfabeto arábico
- alf. aráb. — alfabeto arábico
- alf. cir. — alfabeto cirílico
- alf. gr. — alfabeto grego
- alf. hebr. — alfabeto hebraico
- alf. lat. — alfabeto latino
- alfaiat. — alfaiataria
- álg. abst. — álgebra abstrata
- alg. — algarismo
- álg. — álgebra
- álg. mod. — álgebra moderna
- álg. sup. — álgebra superior
- algar. — algarismo
- algv. — algarvio
- alm. — almanaque
- ALM. — almirante
- alm. — almirante
- alm. — almude(s)
- alm.-esqdra — almirante-deesquadra
- Alm.-Esqdra — almirante-deesquadra
- Alm.te — almirante
- alop. — alopatia
- alp. — alpinismo
- alq — alqueire(s)
- alq. — alquimia
- alquil. — alquilaria
- als. — alsaciano
- alt. — altitude[2]
- alt. — alto
- alt. — altura
- alt.-al. — alto-alemão
- altan. — altanaria
- alter. — alteração
- altern. — alternação
- altit. — altitude[2]
- alto-al. — alto-alemão
- alus. lit. — alusão literária
- alusão lit. — alusão literária
- alv. — alvará[2]
- alv. — alvenaria
- alveit. — alveitaria
- alven. — alvenaria
- Am amerício
- am. — advérbio de modo
- am. — americano
- am.a — amiga
- am.o — amigo
- amár. — amárico
- amer. — americanismo
- amer. — americano
- An — ânodo
- an. — anual
- anál. — análise
- anal. — analítico
- anal. — analogia
- anal. — analógico
- anál. clín. — análise(s) clínica(s)
- anál. mat. — análise matemática
- anam. — anamita
- anarq. — anarquismo
- anat. — anatomia
- and. — andamento (música)
- and. — andante, andante
- anes. — anestesiologia
- ang. — angolar
- angl. — anglicismo
- angl.-sax. — anglo-saxão
- angol. — angolismo
- anim. — animal
- anôn. — anônimo
- ansp.a — anspeçada
- ant. a.-al. — antigo altoalemão
- ant. alt.-al. — antigo altoalemão
- ant. — antônimo
- ant. biz. — antiguidade bizantina
- ant. clás. — antiguidade clássica
- ant. egíp. — antiguidade egípcia
- ant. gr. — antiguidade grega
- ant. hebr. — antiguidade hebraica
- ant. mex. — antiguidade mexicana
- ant. or. — antiguidade oriental
- ant. rom. — antiguidade romana
- antec. — antecedente
- antig. — antiguidade
- antiq. — antiquado
- antiq. — antiquário
- antol. — antologia
- antôn. — antônimo
- anton. — antonomásia
- antonom. — antonomásia
- antr. — antroponímia
- antr. — antropônimo
- antr. f. — antropônimo feminino
- antr. m. — antropônimo masculino
- antrop. — antropologia
- antropogr. — antropografia
- antropol. — antropologia
- antropon. — antroponímia
- antropôn. — antropônimo
- antropôn. fem. — antropônimo feminino
- antropôn. masc. — antropônimo masculino
- anu. — anuário
- ap. — apartamento
- ap. — apêndice
- Ap. — apóstolo
- ap. — aprovado
- ap. — apud, em, de, entre
- apart. — apartamento
- apênd. — apêndice
- apic. — apicultura
- apl. — aplicado
- apóc. — apócope
- aport. — aportuguesado
- aport. — aportuguesamento
- aportg. — aportuguesamento
- aportug. — aportuguesamento
- aprox. — aproximadamente
- aprox. — aproximativa
- ap. — apartamento
- aq. — aquavia
- Ar — argônio
- ár. — árabe
- ar. — arábico
- Ar. tang. — arco cuja tangente é
- ara. — arameu
- aráb. — arábico
- aracn. — aracnídeo
- aram. — aramaico
- aram. — arameu
- arb. — arboricultura
- arboric. — arboricultura
- arc. — arcaico
- arc. — arcaísmo
- Arc. cos. — arco cujo cosseno é
- Arc. sen. — arco cujo seno é
- arc.o — arcebispo
- arcaic. — arcaico
- arceb. — arcebispado
- arceb. — arcebispo
- arcebd. — arcebispado
- arcip. — arciprestado
- arcip. — arcipreste
- arcipd. — arciprestado
- ard. — ardosieiras
- arg. — argentino
- arit. — aritmética
- aritm. — aritmética
- aritmol. — aritmologia
- arm. ant. — armamento antigo
- arm. — armamento(s)
- arm. — armaria
- arm. — armênio
- arq. ant. — arquitetura antiga
- arq. — arqueologia
- arq. — arquivo
- arq. col. bras. — arquitetura colonial brasileira
- arq. hidr. — arquitetura hidráulica
- arq. rel. — arquitetura religiosa
- arq. rom. — arquitetura romana
- arqueol. — arqueologia
- arquid. — arquidiocese
- arquip. — arquipélago
- arquit. — arquitetura
- arquit. hidr. — arquitetura hidráulica
- arquit. hidrául. — arquitetura hidráulica
- arquit. mil. — arquitetura militar
- arquit. nav. — arquitetura naval
- arquit. naval — arquitetura naval
- arr arroba(s)
- arr. — arrondissement(s) (divisão administrativa francesa, belga e argelina)
- art. — artigo
- art. — artilharia
- art. — artilheiro
- art. — artístico
- art. dec. — arte(s) decorativa(s)
- art. def. — artigo definido
- art. dom. — arte(s) doméstica(s)
- art. dram. — arte dramática
- art. gráf. — arte(s) gráfica(s)
- art. ind. — artigo indefinido
- art. indef. — artigo indefinido
- art. mil. — arte militar
- art. plást. — artes plásticas
- art.o — artigo
- arte dec. — arte decorativa
- arte dram. — arte dramática
- arte mil. — arte militar
- artes. — artesanato
- artesan. — artesanato
- artilh. — artilharia
- artíst. — artístico
- aru. — aruaque
- As — ampere(s)-segundo
- As — arsênio
- às v. — às vezes
- as. — asiático
- ASAP. — As soon as possible (tão logo quanto possível)
- ascet. — ascetismo
- asiát. — asiático
- ásio-lus. — ásio-lusitano
- ASLO - Antiestreptolisina O
- asolus. — ásio-lusitanismo
- asolus. — ásio-lusitano
- asp. — aspirante
- asp.te — aspirante
- ass. — assimilação
- assem. — assembleia
- assemb. — assembleia
- assim. — assimilação
- assist. — assistência
- assoc. — associação
- ast. — asturiano
- astr. — astrônimo
- astr. — astronomia
- astr. — astronômico
- astr.f. — astrônimo feminino
- astr.f.pl. — astrônimo feminino plural
- astr.m. — astrônimo masculino
- astr.m.pl. — astrônimo masculino plural
- astrol. — astrologia
- astron. — astronáutica
- astrôn. — astrônimo
- astron. — astronomia
- astrôn. fem. — astrônimo feminino
- astrôn. masc. — astrônimo masculino
- astronáut. — astronáutica
- astroním. — astronímia
- At — astatínio
- At — astatino
- at. — ativo
- át. — átomo
- át. — átono
- at.o — atencioso
- at.o — atento
- at.te — atenciosamente
- ativ. — atividade
- atl. — atletismo
- atlt. — atletismo
- atm. — atmosfera
- atôm. — atômico
- atom. — atomística
- atr. — através
- atual. — atualidade
- atualid. — atualidade
- atualm. — atualmente
- Au — aurum, ouro
- au. — adjetivo uniforme
- aum. — aumentativo
- aus. — austral
- austr. — austral
- austr. — austríaco
- austral. — australiano
- aut. — automobilismo
- aut. — automóvel
- auto. — automobilismo
- auto. — automóvel
- autom. — automobilismo
- autom. — automóvel
- automat. — automatismo
- aux. — auxiliar
- aux.o — auxílio
- av. — avenida
- Av. — avenida (toponimicamente)
- av. — aviação
- av. — aviador
- AVC — acidente vascular cerebral
- aven. — avenida
- aviaç. — aviação
- avic. — avicultura
- ax. — axiônimo
- axiôn. — axiônimo
- Az — azoto

### B
- b — bária(s) (unidade de pressão)
- B — beco (toponimicamente)
- b — bom
- B — boro
- b — braça(s)
- b. — baixo
- B. — beato
- B. — boreal
- b. lat. — baixo-latim
- B. Lit. — Baccalaureus Literarum (Litterarum), bacharel de letras, bacharel em letras
- B.A. — Baccalaureus Artium, bacharel de artes, bacharel em artes
- B.a. — balneum arenae, banho de areia
- b.-art. — belas-artes
- b.-artes — belas-artes
- B.B. — bombordo
- BB — Banco do Brasil
- B.eis — bacharéis
- B.el — bacharel
- b.f. — boas-festas
- B.F. — boas-festas
- b.i.d. — bis in die, duas vezes ao dia
- b.-lat. — baixo-latim
- B.-letr. — belas-letras
- B.m. — balneum mariae, banho-maria
- B.o — beco (toponimicamente)
- B.T.U. — british thermal unit, unidade termal britânica
- B.V. — balneum vaporis, banho de vapor
- B.V. — barlavento
- B/L — bill of lading, nota de embarque
- Ba — bário
- bact. — bacteriologia
- bacter. — bacteriologia
- bacteriol. — bacteriologia
- bal. — balanço
- bal. — balística
- balíst. — balística
- bált. — báltico
- Bar — bária
- Bar. — barão
- bárb. — bárbaro
- basq. — basquetebol
- bat. — bateria
- BB — bombordo
- bbl. — barrel(s) of petroleum, barril ou barris de petróleo
- Be berilo, berílio
- beir. — termo beirão
- bel.-art. — belas-artes
- beng. — bengali
- berb. — berbere
- Bi — bismuto
- bíb. — bíblico
- Bíbl. — Bíblia
- bíbl. — bíblico
- bibl. — bibliografia
- bibl. — bibliográfico
- bibl. — bibliônimo
- bibl. — biblioteca
- bibl.f. — bibliônimo feminino
- bibl.m. — bibliônimo masculino
- bibl.m.pl. — bibliônimo masculino plural
- bibliof. — bibliofilia
- bibliog. — bibliografia
- bibliogr. — bibliografia
- bibliol. — bibliologia
- bibliôn. fem. — bibliônimo feminino
- bibliôn. masc. — bibliônimo masculino
- bibliot. — biblioteconomia
- bibliotec. — biblioteconomia
- bibliotecon. — biblioteconomia
- biblog. — bibliografia
- biblol. — bibliologia
- biblon. — biblionímia
- bilh.e — bilhete
- bim. — bimensal
- bimen. — bimensal
- biodim. — biodinâmica
- biofís. — biofísica
- biogên. — biogênese
- biogen. — biogenético
- biogeo. — biogeografia
- biogeog. — biogeografia
- biogeogr. — biogeografia
- biogr. — biografia
- biol. — biologia
- biol. ger. — biologia geral
- biom. — biometria
- bioq. — bioquímica
- bioquím. — bioquímica
- biot. — biotaxia
- biotip. — biotipologia
- biotipol. — biotipologia
- birm. — birmanês, birmano, birmão
- birrel. — birrelativo
- bisp. — bispado
- bispd. — bispado
- bitr. — bitransitivo
- bitrans. — bitransitivo
- Bk — berkélio, berquélio
- bm. — baixa-mar
- boêm. — boêmio
- bol. — boletim
- boliv. — boliviano
- B.O.M. — Bill Of Material
- bomb. — bombeiros
- bor. — boreal
- bord. — bordado, arte de bordar
- borg. — borguinhão
- borr. — indústria de borracha
- bot. — botânica
- bot. — botânico
- b. p. — bilhete postal (coleccionismo)
- Bp. — Bispo
- Br — bromo
- br. — brasileirismo
- br. — brasileiro
- br. — brochado(s)
- br. — brochura
- Brâo — barão
- bras. — brasileirismo
- bras. — brasileiro
- brasil. — brasileiro
- bret. — bretão
- Brig. — brigadeiro
- brig. — brigadeiro
- Brig.o brigadeiro
- brit. — britânico
- brom. — bromatologia
- bromat. — bromatologia
- btl. — batalhão
- bu — bushel(s), alqueire(s)
- bud. — budismo
- búlg. — búlgaro
- bur. — burocracia
- burl. — burlesco
- buroc. — burocracia
- BV — barlavento

### C
- C — carbono
- C — coulomb(s)
- C. — calçada (toponimicamente)
- c. — canto(s) (de poema)
- c. — capital
- C. — carta
- c. — cave (cuidado)
- c. — cena (de peça teatral)
- c. — cento(s)
- c. — cerca de; circa (no sentido temporal)
- c. — circa, cerca, em torno de, por volta de
- C. — código
- c. — comarca
- c. — compasso(s) (em música)
- C. — comum (em botânica)
- c. — conto(s) (de réis)
- C. Mil. — código militar
- C.A.A. — contração anódica de abertura
- C.Ág. — código de águas
- c.-alm. — contra-almirante
- C.-Alm. — contra-almirante
- C.B. — Chirurgiae Baccalaureus, bacharel de cirurgia, bacharel em cirurgia
- C.C. — Código Civil
- c.c. — confere
- c.c. — conforme
- C.Com. — Código Comercial
- C.D. — compact disc, disco compacto
- Cde. — conde
- Cdessa. — condessa
- Cel. — coronel
- C.G.S. — centímetro grama e segundo
- C.H. — componente horizontal
- C.I.F. — cost, insurance and freight, custo, seguro e frete
- Cia. — companhia
- c.-riq. — costa-riquenho
- C.ta — comandita
- c.v. — cavalo(s)-vapor
- C.V. — componente vertical
- c/ — com
- c/ — conta (comercialmente)
- c/a — conta aberta
- c/c — conta corrente, com cópia, combinado com
- Ca — cálcio
- ca — centiare(s)
- cab. — cabala
- cabo-verd. — caboverdianismo
- caç. — caçadores (do exército)
- cad. — cadência
- cad. — caderno
- caf. — cafre
- cal — caloria(s)
- cal — caloria(s)-grama
- cal. — calão
- cal. — calçados
- cal. — calendário
- calç. — calçada (toponimicamente)
- cálc. — cálculo
- cálc. vect. — cálculo vectorial
- cálc. vet. — cálculo vetorial
- calcog. — calcografia
- calcogr. — calcografia
- cald. — caldaico, caldeu
- calig. — caligrafia
- caligr. — caligrafia
- calor. — calorimetria
- calorim. — calorimetria
- calv. — calvinismo
- calvin. — calvinismo
- câm. — câmara
- can. — canadense
- canad. — canadense
- canal. — canalização
- canaliz. — canalização
- cant. — cantão
- cant. — cantaria
- cap. — capital
- cap. — capitão
- cap. — capítulo
- Cap. — capítulo
- cap. — capoeira
- Cap. Corv. — capitão-de-corveta
- cap. corv. — capitão-de-corveta
- Cap. Fr. — capitão-de-fragata
- cap. frag. — capitão-defragata
- Cap.ão — capitão
- cap.ão — capitão
- Cap.M.G. — capitão-de-mare- guerra
- cap.m.g. — capitão-de-mar-eguerra
- Cap.-ten. — capitão-tenente
- cap.-ten. — capitão-tenente
- capac. — capacidade
- capit. — capitalismo
- capix. — capixaba
- caps. — capítulos
- capt. — capitão
- car. — caribe
- card. — cardeal
- card. — cardiologia
- carn. — carniceiro
- carp. — carpintaria
- carp. — carpinteiro
- carr. — carroçaria
- cart. — cartaginês
- cart. — cartografia
- cart. — cartonado(s)
- cartogr. — cartografia
- cast. — castelhano
- casuís. — casuística
- casuíst. — casuística
- cat. — catalão
- cat. — catálogo
- Cat. — catolicismo
- cat. — católico
- cat. morf. — categoria morfológica
- catal. — catálise
- catar. — catarinense
- catarin. — catarinense
- categ. — categoria
- Catol. — catolicismo
- catól. — católico
- Catolic. — catolicismo
- catóp. — catóptrica
- catópt. — catóptrica
- caus. — causal
- causal. — causalidade
- causal. — causalismo
- causalid. — causalidade
- cav. — cavalaria
- cav. — cavaleiro
- Cav.o — cavaleiro
- Cb — colômbio
- cb. — cabo
- cb. — contrabaixo (em música)
- Cb. — contrabaixo (em música)
- cc. — comarca
- Cd — cádmio
- cd — candela(s)
- CDB — certificado de depósito bancário
- CD-ROM — compact disc read only memory, disco compacto com memória para só ser lido
- Ce — cério
- ce. — celamim, celamins
- cear. — cearense
- celt. — celta
- célt. — céltico
- cên. — cênico
- cenog. — cenografia
- cent. — centavo(s)
- cênt. — cêntimo(s), centimo(s)
- centr. — central
- CEP - Código de endereçamento postal
- cer. — cerâmica
- cerâm. — cerâmica
- cerv. — cervejaria
- cest. — cestaria
- cet. par. — ceteris paribus, sendo iguais (semelhantes, equivalentes) às outras coisas
- Cf — califórnio
- cf. — confer, compara
- cf. — confer, confere, verifica
- cf. — confronte com
- cfr. — confira
- cfr. — confronte
- cg — centigrama(s)
- cg — centigrama-força
- cg* — centigrama-força
- cgf — centigrama-força
- cgr — centígrado(s)
- ch. — chain(s), cadeia(s)
- Ch.B. — Chirurgiae Baccalaureus, bacharel de cirurgia, bacharel em cirurgia
- ch.e — chantre
- Ch.M. — Chirurgiae Magister, mestre de cirurgia, mestre em cirurgia
- chanc. — chancelaria
- chancel. — chancelaria
- chap. — chapelaria
- chapel. — chapelaria
- chil. — chileno
- chin. — chinês
- chul. — chulismo
- chul. — chulo
- Cia. — companhia
- ciber. — cibernética
- cibern. — cibernética
- cicl. — ciclismo
- cid. — cidade(s)
- CID - Classificação Internacional de Doenças
- CID-10 - Classificação Internacional de Doenças - 10ª edição.
- ciênc. — ciência(s)
- ciênc. oc. — ciências ocultas
- cienc. pol. — ciência política
- cient. — científico
- cig. — cigano
- cin. — cinegética
- cin. — cinema
- cineg. — cinegética
- cinem. — cinema
- cinem. — cinematografia
- cinematogr. — cinematografia
- cing. — cingalês
- cinol. — cinologia
- cinz. — cinzelaria
- cir. — cirurgia
- circ. — circo, atividades circenses
- círc. — círculo
- circunscr. — circunscrição
- cirurg. — cirurgia
- cit. — citação
- cit. — citatus, citata, citatum, citado, citada, citado (neutro)
- citol. — citologia
- citt. — citati, citatae, citata, citados, citadas, citados (neutro)
- cl — centilitro(s)
- Cl — cloro
- Cl. — clérigo
- clas. — classicismo
- clás. — clássico
- cláss. — clássico
- clich. — clicheria
- clim. — climatologia
- climatol. — climatologia
- clín. — clínica
- cm — centímetro(s)
- Cm — cúrio
- cm.g* — centímetro-gramaforça
- cm/s — centímetro(s) por segundo
- cm/s/s — centímetro(s) por segundo por segundo
- cm² — centímetro(s) quadrado(s)
- cm³ — centímetro(s) cúbico(s)
- Co — cobalto
- cob. — cobertura
- cob. — cobra
- cód. águas — código de águas
- cód. civ. — código civil
- cód. civil — código civil
- cód. — códice
- cód. — código
- cód. com. — código comercial
- cód. cont. — código de contabilidade
- cód. fl. — código florestal
- cód. just.mil. — código de justiça militar
- cód. mil. — código militar
- cód. pen. — código penal
- cód. penal — código penal
- cód. proc. civ. — código processual civil
- cód. proc. — código de processo
- cód. proc. pen. — código processual penal
- cód. trab. — código do trabalho
- códs. — códices
- cogn. — cognome
- col. — colaborador
- col. — coleção
- Col. — colégio
- col. — coletivo
- col. — coluna
- col. — part. — coleção particular
- Col.º — Colégio
- colet. — coletivamente
- colet. — coletivismo
- colet. — coletivo
- coletsmo coletivismo
- colomb. — colombiano
- cols. — coleções
- cols. — colunas
- com. — comandante
- com. — comendador
- com. — comercial
- com. — comércio
- com. — comum
- com. — comuna
- com. — comunismo
- Com.dor comendador
- com.e comadre
- Com.or comendador
- comb. — combinação
- comb. — combinatório
- comb. — combustão
- comb. — combustível
- combin. — combinação
- combinat. — combinatório
- combust. — combustível
- comdor. — comendador
- comend. — comendador
- comerc. — comercial
- comerc. — comércio
- comp. — companhia (militarmente)
- comp. — comparativo
- comp. — composto
- comp.e compadre
- comp.t composuit, compôs
- compar. — comparado
- compar. — comparativamente
- compar. — comparativo
- compl. — complemento
- compr. — comprimento
- compt. — computadores eletrônicos
- comte comandante
- comte. — comandante
- comunic. — comunicação
- Côn. — cônego
- côn. — cônego
- con. — contra, contra, em oposição
- Côn.º — Cônego
- conc. — concani
- conc. — conceito
- conc. — concelho(s) (divisão administrativa)
- concess. — concessiva
- concret. — concretismo
- cond. — condado
- cond. — condicional
- cond. — condutor
- conf. — conferência
- Confed. — confederação
- confed. — confederação
- confeit. — confeitaria
- confl. — confluência
- confls. — confluências
- cong. — conguês
- conhec. — conhecimento(s)
- conj. adit. — conjunção aditiva
- conj. adv. — conjunção adversativa
- conj. advers. — conjunção adversativa
- conj. alt. — conjunção alternativa
- conj. cau. — conjunção causal
- conj. caus. — conjunção causal
- conj. causal conjunção causal
- conj. comp. — conjunção comparativa
- conj. compar. — conjunção comparativa
- conj. conc. — conjunção concessiva
- conj. conces. — conjunção concessiva
- conj. concl. — conjunção conclusiva
- conj. cond. — conjunção condicional
- conj. condic. — conjunção condicional
- conj. conf. — conjunção conformativa
- conj. — conjuga, conjugue
- conj. — conjugação
- conj. — conjunção
- conj. — conjuntivo
- conj. cons. — conjunção consecutiva
- conj. consec. — conjunção consecutiva
- conj. coord. — conjunção coordenativa
- conj. expl. — conjunção explicativa
- conj. fin. — conjunção final
- conj. final — conjunção final
- conj. int. — conjunção integrante
- conj. integr. — conjunção integrante
- conj. prop. — conjunção proporcional
- conj. sub. — conjunção subordinativa
- conj. subord. — conjunção subordinativa
- conj. temp. — conjunção temporal
- conjug. — conjugação
- conq. — conquiliologia
- conquil. — conquiliologia
- conquiliol. — conquiliologia
- cons. — conselheiro
- cons. — consoante
- cons.º — Conselheiro
- consel. — conselheiro
- conselh. — conselheiro
- conseq. — consequente
- constel. — constelação
- const. — constitucionalista
- Const. — constituição
- const. — constituição
- const. — construção
- const. — nav. — construção naval
- const. — rur. — construção rural
- constr. — nav. — construção naval
- constrt. — construtora
- cont. — contabilidade
- cont. — contemporâneo
- cont. — contra, contra, em oposição
- Cr. — contador
- Cra. — contadora
- Crª. — contadora
- Cont.dor contador
- Cont.or contador
- contab. — contabilidade
- contemp. — contemporâneo
- contr. — contra, em oposição
- contr. — contração
- contr. — contrário
- contr. — contrata
- coord. — coordenativa
- cop. — copiado
- cop. — copulativo
- copul. — copulativo
- copulat. — copulativo
- coq. — coque ou coquatur, coze, coza-se
- cor. — coreano
- cor. — coroa(s) (moeda)
- cor. — corografia
- Cor. — corolário
- cor. — corredor
- cor. — correios
- coreog. — coreografia, coregrafia
- coreogr. — coreografia
- corog. — corografia
- corogr. — corografia
- corr. — correção
- corr. — correios
- corr. — corrução
- corr. — corrupção
- corr. — corruptela
- corr. — corrutela
- correi. — correição
- corresp. — correspondência
- corrup. — corrupção
- corrup. — corruptela
- corrupt. — corruptela
- corrut. — corrutela
- cos. — co-seno
- cosec. — co-secante
- cosm. — cosmetologia
- cosm. — cosmografia
- cosm. — cosmologia
- cosmog. — cosmogonia
- cosmog. — cosmografia
- cosmogr. — cosmografia
- cosmol. — cosmologia
- cost. — costura
- costa-ric. — costa-ricense
- costa-riq. — costa-riquenho
- cot. — co-tangente
- côv. — côvado
- cp. — compare, coteje, confronte
- c.q.d. — como queria demonstrar
- Cr — cromo
- Cr$ — cruzeiro
- cr. — croata
- cr.a — criada
- cr.º — Criado
- créd. — crédito
- cresc. — crescendo, crescendo, em crescendo
- cresc.te — crescente
- crim. — criminologia
- criminol. — criminologia
- cript. — criptônimo
- criptog. — criptografia
- crist. — cristalografia
- crist. — cristandade
- crist. — cristianismo
- cristal. — cristalografia
- cristalogr. — cristalografia
- cristand. — cristandade
- cristian. — cristianismo
- crôn. — crônica
- cron. — cronologia
- cron. — cronológico
- cron. — cronônimo
- cron.f. — cronônimo feminino
- cron.f.pl. — cronônimo feminino plural
- cron.m. — cronônimo masculino
- cron.m.pl. — cronônimo masculino plural
- cronol. — cronologia
- cronom. — cronometria
- cronôn. fem. — cronônimo feminino
- cronôn. masc. — cronônimo masculino
- crust. — crustáceo(s)
- cruz. — cruzamento
- Cs — césio
- ctv. — centavo(s)
- Cu — cuprum, cobre
- cu.ft. — cubic foot (feet), pé cúbico(s)
- cu.in. — cubic inch(es), polegada(s) cúbica(s)
- cu.yd. — cubic yard(s), jarda(s) cúbica(s)
- cul. — culinária
- culin. — culinária
- cult. — cultismo
- cult. — cultura
- cump.to — cumprimento
- curt. — curtume(s)
- cut. — cutelaria
- cutel. — cutelaria
- cv. — centavo
- cvs. — centavos
- Cx. — caixa
- cx. — caixa
- cyat. — cyathus, copo de vidro

### D
- D.er — designer
- d — denarius, denário
- D — dever (comercialmente)
- d — dia(s)
- d — dina(s)
- d — dinheiro
- d — dioptria
- D — dólar(es)
- D.C. — Diretor de Colégio
- D. — declinação
- d. — denarius, denário
- D. — densidade
- d. — depois de
- D.er — designer
- D. — deve (comercialmente)
- D. — dever (comercialmente)
- D. — digno
- d. — dinheiro(s) (moeda)
- d. — diplomata
- D. — direita (marcação teatral)
- D. — distrito
- d. — dom
- D. — dom
- D. — dona
- d. — dona
- D.ª — dona
- D.A. — direita alta (marcação teatral)
- D.B. — direita baixa (marcação teatral)
- D.C. — da capo, do início, repita-se a partir do início
- d.C. — depois de Cristo
- D.C. — depois de Cristo
- d.C.C. — duração da contração catódica
- d.-cm — dina por centímetro
- d.e — deve
- D.G. — Dei gratia, pela graça de Deus
- D.G. — Deus guarde
- D.M. - Diabetes mellitus
- D.M.A. — "Doctor in Musical Arts" (lit. Doutor em Artes Musicais – título acadêmico, em instituições de ensino de língua inglesa, geralmente relativo a um Doutorado em performance, composição ou regência, diferenciando–se de Ph.D. que geralmente refere–se a um Doutorado em musicologia)
- DNA. — Desoxirribo Nucleic Acid,ácido desoxirribonucléico
- D.P. — diferença de potencial
- D.P.P - descolamento prematuro da placenta
- D.r — doutor
- D.r M. — doutor de medicina, doutor em medicina
- D.ra — doutora
- D.V. — Deo uolente, querendo Deus, se Deus quiser
- d/ — dia(s) (comercialmente)
- d/cm² — dina por centímetro quadrado
- d/cm² — dina por centímetro cúbico
- d/d — dias de data (comercialmente)
- d/v — dias de vista (comercialmente)
- Da. — dona
- dactilog. — dactilografia
- dactilogr. — dactilografia
- dactilos. — dactiloscopia
- dactilosc. — dactiloscopia
- dad. — dadaísmo
- dag — decagrama(s)
- dal — decalitro(s)
- dam — decâmetro(s)
- dam² — decâmetro(s) quadrado(s)
- dasim. — dasimetria
- dason — dasonomia
- dast — decastéreo(s)
- dat. — dativo
- DD. — Digníssimo
- DD. — distritos
- DDT — diclorodifeniltricloretana (inseticida)
- Dec. — decoctio, decocção
- dec. — decoração
- dec. — decreto
- decl. — declinação
- declin. — declinação
- decor. — decoração
- Decr. — decrescendo
- decr. — decreto
- decresc. — decrescendo, decrescendo, em decrescendo
- ded.o — dedicado
- ded.o — devotado
- def. — defectivo
- def. — definido
- defect. — defectivo
- defin. — definição
- definit. — definitivo
- del. — delineauit, delineavit, desenhou
- del.t — delineauit, delineavit, desenhou
- dele. — deleatur, apague-se, destrua-se, elimine-se
- dem. — demonstrativo
- democ. — democrático
- democr. — democracia
- demog. — demografia
- demogr. — demografia
- demonstr. — demonstrativo
- dens. — densidade
- dep. — departamento
- depto. — departamento
- dpto. — departamento
- depr. — depreciativamente
- depr. — depreciativo
- deprec. — depreciativo
- deps. — departamentos
- der. — derivação
- der. — derivado(s)
- deriv. — derivação
- deriv. — derivado(s)
- derm. — dermatologia
- des. — desenho
- des. — destilar
- des. — desusado
- Des.dor — Desembargador
- Des.or — Desembargador
- desc. — desconto
- Desemb. — desembargador
- desemb. — desembargador
- desemb. — desembocadura
- desemboc. — desembocadura
- desen. — desenho
- desin. — desinência
- desp. — despesa
- desp. — desporto(s)
- despor. — desporto(s)
- desus. — desusado
- det. — detalhe
- det. — determinativo
- determ. — determinativo
- dev. — deverbal
- dev.º — devotado
- dez. — dezembro
- dez.º — dezembro
- dg — decigrama(s)
- dg — decigrama-força
- dg* — decigrama-força
- dgf — decigrama-força
- dgr — decígrado(s)
- di — dioptria
- diác. — diácono
- dial. — dialetal
- dial. — dialeto
- dialet. — dialetal
- dialét. — dialética
- dic. — dicionário
- did. — didática
- did. — didático
- didát. — didática
- diet. — dietética
- diet. — dietético
- dif. — diferente
- Dig.mo — Digníssimo
- dim. — diminuendo, a diminuir
- dim. — diminutivo
- dimin. — diminnendo, diminuindo
- dimin. — diminutivo
- din. — dinamarquês
- din. — dinâmica
- dinam. — dinamarquês
- dinâm. — dinâmica
- dinâm. — dinâmico
- dioc. — diocese
- dipl. — diploma
- dipl. — diplomacia
- diplom. — diplomática
- dir. adm. — direito administrativo
- dir. ant. — direito antigo
- dir. can. — direito canônico
- dir. civ. — direito civil
- dir. com. — direito comercial
- dir. comerc. — direito comercial
- dir. cons. — direito consuetudinário
- dir. const. — direito constitucional
- dir. consuet. — direito consuetudinário
- dir. corp. — direito corporativo
- dir. crim. — direito criminal
- dir. — direita
- dir. — direito
- dir. ecl. — direito eclesiástico
- dir. ecles. — direito eclesiástico
- dir. fam. — direito de família
- dir. feud. — direito feudal
- dir. fis. — direito fiscal
- dir. int. — direito internacional
- dir. intern. — direito internacional
- dir. mar. — direito marítimo
- dir. marít. — direito marítimo
- dir. parl. — direito parlamentar
- dir. pen. — direito penal
- dir. pol. — direito político
- dir. proc. — direito processual
- dir. públ. — direito público
- dir. rom. — direito romano
- dir. rur. — direito rural
- dir. trab. — direito do trabalho, direito trabalhista
- disc. — discurso
- disfem. — disfemismo
- diss. — dissertação
- docs. — documentos
- docum. — documentação
- dog. — dogmática
- dog. — dogmático
- dogm. — dogmática
- dogm. — dogmatismo
- dogmát. — dogmática
- dól. — dólar(es)
- dom. — doméstico
- dom. — dominicano
- dom. — domínico
- domin. — dominicano
- domín. — domínico
- dór. — dórico
- Dr. — doutor
- dr.o — dinheiro (comercialmente)
- Dr.a — doutora
- Dr.as — doutoras
- Dra. — doutora
- Dr.ª — doutora
- dram. — dramático
- drav. — dravídico
- Drs. — doutores
- dst — decistéreo(s)
- DST — doença sexualmente transmissível
- dual. — dualismo
- dualid. — dualidade
- dur. — dureza
- dur. — duriense
- DVD — digital versatile disk, disco versátil digital
- Dy — dysproposium, dispropósio
- dyn — dina(s)
- dz. — dúzia(s)

### E
- E. — editor
- E. — equação do tempo
- E. — equivalente eletroquímico
- E. — esquerda (marcação teatral)
- E. — esquerdo (andar)
- E. — Estado
- e. — Estado
- E. — Este
- E.A. — esquerda alta (marcação teatral)
- E.B. — esquerda baixa (marcação teatral)
- E.B. — estibordo
- E.C. — era cristã
- E.C. — era comum (com ou sem pontos — ver A.E.C.)
- e.c. — era comum (preferencialmente em versalete, com ou sem pontos — ver a.e.c.)
- e.c.f. — é cópia fiel
- ECG - eletrocardiograma
- ECO - ecocardiograma
- E.D. — espera deferimento
- EEG - eletroencefalograma
- E.E.M.P. — enviado extraordinário e ministro plenipotenciário
- E.E.P. — embaixador extraordinário e plenipotenciário
- e.f. — estrada de ferro
- e.g. — exempli gratia, por exemplo
- E.M. — em mão, em mãos
- E.-M. — Estado-Maior
- e.-m. — Estado-Maior
- E.M.P. — em mão própria, em mãos próprias
- E.N.E. — És-Nordeste
- E.R. — espera resposta
- E.R.M. — espera receber mercê
- E.S.E. — És-Sudeste
- e/s. — erg(s) por segundo
- EC — era comum (com ou sem pontos — ver AEC)
- ec — era comum (preferencialmente em versalete, com ou sem pontos — ver aec)
- ecd. — ecdótica
- ecl. — eclesiástico (termo)
- ecl. — eclético
- écl. — écloga(s)
- ecles. — eclesiástico
- ecol. — ecologia
- econ. dom. — economia doméstica
- econ. — economia / economista
- econ. emp. — economia de empresa, economia empresarial
- econ. ext. — economia de exploração, economia extrativa
- econ. fin. — economia financeira
- econ. fl. — economia florestal
- econ. pol. — economia política
- econ. rur. — economia rural
- ed. — edição
- ed. — edidit, editou
- ed. — edifício
- ed. — editado
- ed. — educação
- edd. — ediderunt, editaram
- edif. — edifício
- educ. — educação
- educ. fís. — educação física
- educ. nac. — educação nacional
- EE. — editores
- EE. — Estados
- efem. — efeméride
- egíp. — egípcio
- el. adj. — elemento adjetivo
- el. adj. — elemento adjuntivo
- el. adv. — elemento adverbial
- el. antr. — elemento antroponímico
- el. antropon. — elemento antroponímico
- el. art. — elemento articular
- el. comp. — elemento de composição
- el. nom. — elemento nominal
- el. nom.f. — elemento nominal feminino
- el. nom.f.pl. — elemento nominal feminino plural
- el. nom.m. — elemento nominal masculino
- el. nom.m.pl. — elemento nominal masculino plural
- el. part. — elemento participial
- el. partic. — elemento participial
- el. prot. — elemento protético
- el. protét. — elemento protético
- el. subst. — elemento substantivo
- el. top. — elemento toponímico
- el. topon. — elemento toponímico
- el.s. — elemento substantivo
- el.s.f. — elemento substantivo feminino
- el.s.f.pl. — elemento substantivo feminino plural
- el.s.m. — elemento substantivo masculino
- el.s.m.pl. — elemento substantivo masculino plural
- elem. — elemento
- eletr. — eletricidade
- eletr. — eletricista
- eletrodin. — eletrodinâmica
- eletrol. — eletrologia
- eletrom. — eletrometria
- eletrôn. — eletrônica
- eletrot. — eletroterapia
- elipt. — elipticamente
- elipt. — elíptico
- Em.ª — Eminência
- Em.mo — Eminentíssimo
- Em.mº —  Eminentíssimo
- Emb. — Embaixador
- emb. — Embaixador
- emb. — embalagem
- emb. — embrulho
- Emb.or — Embaixador
- embal. — embalagem, acondicionamento
- embr. — embriologia
- embriol. — embriologia
- emigr. — emigração
- emol. — emolumento(s)
- emp. — empresa
- Empreend. — empreendimentos
- empír. — empírico
- empr. — empresa (organização da)
- emprés. — empréstimo (que se toma)
- enc. — encadernação
- enc. — encadernado(s)
- enc. — encíclica
- encícl. — encíclica
- encicl. — enciclopédia
- encicl. — enciclopédico (desenvolvimento)
- encicl. — enciclopedismo
- End. tel. — endereço telegráfico
- endoc. — endocrinologia
- ENE — És-Nordeste
- energ. — energia
- energét. — energética
- Enf. — enfermagem
- enf. — enfermeiro(a)
- eng. — engenharia
- Eng.º — engenheiro
- Eng.ª — engenheira
- eng. civ. — engenharia civil
- eng. elétr. — engenharia elétrica
- eng. eletrôn. — engenharia eletrônica
- eng. hidr. — engenharia hidráulica
- eng. ind. — engenharia industrial
- eng. nucl. — engenharia nuclear
- enol. — enologia
- ens. — ensino
- ent. — entomologia
- entom. — entomologia
- entomol. — entomologia
- enx. — enxadrismo
- epig. — epigrafia
- epigr. — epigrafia
- epíst. — epístola(s)
- eq. dom. — equipamento doméstico
- Eq. — equação
- eq. — equatoriano
- equat. — equatoriano
- equit. — equitação
- equiv. — equivalente(s)
- Er — érbio
- erg/s — erg(s) por segundo
- ergol. — ergologia
- erud. — erudito
- Es einstêinio
- Esc. — escadas (toponimicamente)
- Esc. — escadinhas (toponimicamente)
- esc. — escocês
- Esc. — escola
- esc. — escrópulo(s)
- esc. — escudo(s)
- escand. — escandinavo
- escoc. — escocês
- escol. — escolar
- escol. — escolástica
- escol. — escolástico
- escolást. — escolástica
- escr. — escrito
- escr. — escritor
- escul. — escultura
- escult. — escultura
- ESE — És-Sudeste
- esgr. — esgrima
- esl. — eslavo
- esl. — eslavônico
- eslav. — eslavo
- eslov. — eslovaco
- eslov. — esloveno
- esot. — esoterismo
- esp. — espanhol
- esp. — especial
- esp. — espécie
- esp. — espiritismo
- espec. — especial
- especialm. — especialmente
- especif. — especificação
- específ. — específico
- espect. — espectroscopia
- espectrogr. — espectrografia
- espel. — espeleologia
- espeleol. — espeleologia
- espet. — espetáculo(s)
- espir. — espiritismo
- espir. — espiritualismo
- espirit. — espiritismo
- espiritual. — espiritualismo
- esport. — esporte(s)
- esq. — esquerdo(a)
- est. — estação
- est. — estado(s)
- est. — estância(s) (de poema)
- est. — estante(s)
- est. — estética
- Est. — estrada (toponimicamente)
- est. — estrofe(s)
- estad. — estadismo
- estad. — estadista
- estat. — estatística
- estatíst. — estatística
- estenog. — estenografia
- estenogr. — estenografia
- estereogr. — estereografia
- estét. — estética
- estét. — estético
- estil. — estilística
- estim. — estimativa de
- eston. — estoniano
- estr. — estrada
- estr. — estratigrafia
- estrang. — estrangeiro
- estrangeir. — estrangeirismo
- estrat. — estratégia
- estratég. — estratégia
- estrem. — estremenho
- estrut. — estrutura
- estud. — estudante
- et al. — et alibi, e em outro lugar
- et al. — et alii, et aliae, et alia, e outros, e outras, e outros (neutro)
- et cat. — et caterua, et caterva, e a turba
- et seq. — et sequens, e o seguinte
- et seqq. — et sequentes, et sequentia, e os seguintes (masculino ou feminino), e os seguintes (neutro)
- et. — ética
- et. — etíope
- et. — etiópico
- et.m.pl. — etnônimo masculino plural
- etc. — et cœtera, etcétera
- etim. — etimologia
- etim. pop. — etimologia popular
- etimol. — etimologia
- etióp. — etiópico
- étn. — étnico
- etn. — etnônimo
- etnog. bras. — etnografia brasileira
- etnog. — etnografia
- etnogr. — etnografia
- etnol. bras. — etnologia brasileira
- etnol. — etnologia
- etnolog. — etnologia
- etol. — etologia
- Eu — európio
- euf. — eufemismo
- euf. — eufonia
- eufêm. — eufêmico
- eufem. — eufemismo
- eufon. — eufonia
- eufôn. — eufônico
- eufor. — euforia
- eur. — europeu
- Eu'ou — "Eu Sou"
- Eu'ro — "Eu Quero"
- ex. — exemplar(es)
- ex. — exemplum (exempli), exemplo(s) (ver exx.), por exemplo (ver e.g.), em exemplo
- ex. — exército
- ex. — exeunt, (ao) fim (antes de datas ou períodos explícitos — ver in.)
- Ex.ª — Excelência
- Ex.ma — Excelentíssima
- Ex.mo — Excelentíssimo
- excl. — exclamação
- excl. — exclamativo
- exclam. — exclamação
- exclam. — exclamativo
- exclamat. — exclamativo
- excurs. — excursionismo
- exe. — exército
- exérc. — exército
- exp. — experiência
- exp. — experimental
- exp. — expressão
- exper. — experiência
- exper. — experimental
- experim. — experimental
- expl. — explosivo
- explet. — expletivo
- explor. — exploração
- explos. — explosivo(s)
- export. — exportação
- expr. — expressão
- expr. — expressivo
- express. — expressivo
- expression. — expressionismo
- ext. — extensão
- ext. — extensivo
- ext. — extrato
- extens. — extensivo
- extrat. — extrativo
- exx. — exempli, exemplos

### F
- F — farad(s)
- F — flúor
- f — fot(s)
- f. — feminino
- f. — folha
- f. — fólio
- f. — forma(s)
- f. — formação
- f. — forte
- f. — frase
- F. — frente (marcação teatral)
- F. — fulano
- F. — fundo (marcação teatral)
- f.adv. — forma adverbial
- f.aport. — forma aportuguesada
- F.D. — fidei defensor, defensor da fé
- F.E.M. — força eletromotriz
- F.M.M. — força magnetomotriz
- f.nom. — forma nominal
- F.º — Filho (comercialmente)
- f.º — Fólio
- F.O.B. — free on board, livre a bordo
- f.ºr.º — Folio recto, na frente do fólio
- f.os — fólios
- f.ºv.o — folio verso, no verso do fólio
- f.paral. — forma paralela
- f.parl. — forma paralela
- f.port. — forma portuguesa
- f.r. — folio recto, fólio reto
- f.red. — forma reduzida
- F.S.A. fac. — ou fiat secundum artem, faz ou faça-se segundo a arte
- f.v. — folio verso
- f.verb. — forma verbal
- fáb. — fábrica
- fac. — faculdade
- falc. — falcoaria
- falcoar. — falcoaria
- fam. — familiar
- farm. — farmacêutico
- farm. — farmácia
- farmac. — farmacologia
- farmac. — farmacopéia
- farmacol. — farmacologia
- farmacop. — farmacopéia
- fasc. — fascículo(s)
- fascs. — fascículos
- fauv. — fauvismo
- Fe — ferro
- fed. — federação
- fed. — federal
- feder. — federação
- feit. — feitiçaria
- fem. — feminino
- fem. — feminismo
- fen. — fenício
- fenom. — fenomenalismo
- fenôm. — fenômeno
- fer. — ferrovia
- ferrad. — ferradoria
- ferrov. — vias férreas, ferrovias
- feud. — feudal
- feud. — feudalidade
- feud. — feudalismo
- fev. — fevereiro
- fev.º — Fevereiro
- FF — fortissimo (música)
- ff — fortissimo, fortíssimo (música)
- ff. — folhas
- ff. — fólios
- fg. — figura
- fg. — frigoria(s)
- fig. — figura
- fig. — figuradamente
- fig. — figurado
- figd. — figurado
- figur. — figurado
- figurat. — figurativismo
- figurat. — figurativo
- figurativ. — figurativismo
- fil. — filologia
- fil. — filosofia
- fil. — filtrar
- filat. — filatelia
- filol. — filologia
- filos. — filosofia
- fin. — final
- fin. — finança(s)
- fin. públ. — finança(s) pública(s)
- finl. — finlandês
- fís. atôm. — física atômica
- fís. — física
- fís. mat. — física matemática
- fís. méd. — física médica
- fís. nucl. — física nuclear
- fis. veg. — fisiologia vegetal
- fís.-quím. — físico-química
- fisc. — fiscal
- fisc. — fiscalidade
- fisioc. — fisiocracia
- fisioc. — fisiocratismo
- fisiocr. — fisiocracia
- fisiocrat. — fisiocratismo
- fisiol. — fisiologia
- fisiol. veg. — fisiologia vegetal
- fisl. — fisiologia
- fispat. — fisiopatologia
- fitog. — fitogeografia
- fitog. — fitografia
- fitogr. — fitografia
- fitol. — fitologia
- fitopat. — fitopatologia
- fitossoc. — fitossociologia
- fl. dr. — fluid dram(s)
- fl. dram. — fluid dram, dracma fluida
- fl. — flexão (verbal)
- Fl. — flora
- fl. — florestal
- fl. — florim, florins (moeda)
- fl. — floruit, floresceu
- fl. — folha
- fl. — fólio
- fl. oz. — fluid ounce(s), onça(s) fluida(s)
- fl. sc. — fluid scruple(s), escrúpulo(s) fluido(s)
- flam. — flamengo
- flex. — flexão, flexões
- flex. — flexional
- flex. — flexivo
- flor. — floricultura
- floric. — floricultura
- fls. — folhas
- flum. — fluminense
- flumin. — fluminense
- fluv. — fluvial
- Fm — férmio
- fm. adv. — forma adverbial
- fm. — forma(s)
- fm. nom. — forma nominal
- fm. paral. — forma paralela
- fm. verbal forma verbal
- fo. — fólio
- fog. — fogueiro
- fol. — folha
- folc. bras. — folclore brasileiro
- folc. — folclore
- folcl. — folclore
- folh. — folheto
- fols. — folhas
- fon. — fonética
- fon. — fonologia
- fonét. — fonética
- fonol. — fonologia
- for. — forense
- form. — formação
- fórm. — fórmula
- form. — formulário
- form. port. — formação portuguesa
- formul. — formulário
- fort. — fortificação
- fos. — fólios
- fós. — fóssil
- fot. — fotografia
- fot. — fotógrafo
- foto. — fotografia
- fotoan. — fotoanálise
- fotoanál. — fotoanálise
- fotogr. — fotografia
- fotom. — fotometria
- fov. — fovismo
- Fr — frâncio
- fr. — francês
- fr. — franco(s) (moeda)
- fr. — frase
- Fr. — Frei
- fr. — fruto
- fr. prov. — frase proverbial
- fr.-maç. — franco-maçonaria
- frânc. — frâncico
- franc. — franco
- freg. — freguesia(s) (divisão administrativa)
- frenol. — frenologia
- freq. — frequentativo
- frig. — frigorífico
- frut. — fruticultura
- fs. — fac-símile
- fs. — folhas
- fss. — fac-símiles
- ft. — foot (feet), pé(s)
- ft.p. min. — foot (feet per minute), pé(s) por minuto
- fulv. — fulvismo
- fund. — fundação
- fut. conj. — futuro do conjuntivo
- fut. — futebol
- fut. — futuro
- fut. ind. — futuro do indicativo
- fut. pret. — futuro do pretérito
- fut. subj. — futuro do subjuntivo
- futb. — futebol
- futeb. — futebol
- futeb. — futebolismo
- futur. — futurismo
- futur. — futurologia

### G
- g gauss
- G gauss
- g grado(s)
- g grama(s)
- g grama(s)-força
- g* grama(s)-força
- g*/cm³ grama(s)-força por centímetro cúbico
- g. — gênero(s)
- g. — grado(s) (da circunferência)
- g. — grau(s)
- g. quím. — guerra química
- g. — de grande
- G.de Of. — Grande Oficial
- G.M. — Guarda-Marinha
- g.m. — guarda-marinha
- g.-m. — guarda-marinha
- G.M.T. — Greenwich Meridian Time, hora do meridiano de Greenwich
- G.P. — Gloria Patri, Glória ao Pai
- g/cm³ grama(s) por centímetro cúbico
- g/m³ grama(s) por metro cúbico
- G/P ganhos e perdas
- Ga gálio
- gaél. — gaélico
- gal. — galego
- gal. — galicismo
- gal. — gallon(s), galão(galões)
- galic. — galicismo
- galv. — galvanismo
- gar. — garimpo
- gasc. — gascão
- gaul. — gaulês
- gav. — gaveta
- Gd — gadolínio
- Ge — germânio
- gen. — genealogia
- Gal. — General
- gên. — gênero(s)
- gen. — genitivo
- gen. — genovês
- geneal. — genealogia
- genét. — genética
- genét. — genético
- genov. — genovês
- geo. ant. — geografia antiga
- geo. bras. — geografia brasileira
- geo. econ. — geografia econômica
- geo. fís. — geografia física
- gea. — geografia
- geo. hum. — geografia humana
- geod. — geodésia
- geof. — geofísica
- geof. — geofísico
- geofís. — geofísica
- geog. — geografia
- geog. pol. — geografia política
- geogn. — geognosia
- geogr. — geografia
- geogr. — geográfico(s)
- geol. — geologia
- geom. anal. — geometria analítica
- geom. ded. — geometria dedutiva
- geom. descr. — geometria descritiva
- geom. dif. — geometria diferencial
- geom. — geometria
- geomor. — geomorfologia
- geomorf. — geomorfologia
- geon. — geonímia
- geôn. — geônimo
- ger. — geral
- ger. — gerúndio
- germ. — germânico
- germ. — germanismo
- gf — grama(s)-força
- gin. — ginástica
- ginást. — ginástica
- ginec. — ginecologia
- ginecol. — ginecologia
- gír. cig. — gíria de ciganos
- gír. esc. — gíria escolar
- gír. fut. — gíria futebolística
- gír. gat. — gíria de gatunos
- gír. — gíria
- gír. pol. — gíria policial
- gíria lad. — gíria de ladrões
- gliptog. — gliptografia
- gliptogr. — gliptografia
- gliptol. — gliptologia
- gliptot. — gliptoteca
- gloss. — glossário
- glót. — glótica
- glót. — glótico
- glotol. — glotologia
- gn. — guinéu (moeda)
- gnom. — gnomônica
- gót. — gótico
- gov. — governador
- Gov. — governador
- gov. — governadoria
- gov. — governo
- Gov. — governo
- gr — grado(s)
- gr. biz. — grego bizantino
- gr. — grade(s) (medida)
- gr. — grain(s), grão(s)
- gr. — grão(s) (peso)
- gr. — grátis
- gr. — grau(s)
- gr. — grego
- gr. — grosa(s)
- gr. mod. — grego moderno
- gráf. — gráfico
- graf. — grafologia
- grafol. — grafologia
- grafosc. — grafoscopia
- gram. — gramática
- grav. — gravura
- grd. — grande
- groen. — groenlandês
- groenl. — groenlandês
- gt. — gutta, gota
- gtt - gastrostomia
- gtt - teste de tolerância à glicose (curva glicêmica)
- guar. — guarani
- guat. — guatemalteco, guatemalense
- guatem. — guatemalteco, guatemalense
- guin. — guinéu, guineense
- gutt. — gutta, gota
- guz. — guzarate

### H
- H haver
- H henry (henries)
- h henry, unidade de indutância
- H hidrogênio
- h hora(s)
- H. — haver (comercialmente)
- h. — homem
- h.c. — honoris causa, por honra, honorariamente
- h.cont. — história contemporânea
- H.I.S. — hic iacet sepultus (sepulta), aqui jaz sepulto(a), sepultado(a)
- H.J.S. — hic jacet sepultus (sepulta), aqui jaz sepulto(a), sepultado(a)
- h.mod. — história moderna
- h.n. — história natural
- H.P. — horsepower, cavalo-vapor
- H.P.-h. — horse-power-hour(s), cavalo-vapor por hora(s)
- h.sag. — história sagrada
- ha hectare(s)
- hab. — habitante(s)
- hag. — hagiografia
- hag. — hagiônimo
- hagiog. — hagiografia
- hagiogr. — hagiografia
- hagiol. — hagiológico
- haplol. — haplologia
- hast. — hastim(ins)
- HD hard disc, disco rígido
- HDD hard discs, discos rígidos
- HDL high density lipoprotein, lipoproteína de alta densidade
- He hélio
- hebd. — hebdomadário
- hebr. — hebraico
- hebr. — hebreu
- helm. — helmintologia
- helmin. — helmintologia
- helmintol. — helmintologia
- hem. — hematologia
- heort. — heortônimo
- heort.f. — heortônimo feminino
- heort.f.pl. — heortônimo feminino plural
- heort.m. — heortônimo masculino
- heort.m.pl. — heortônimo masculino plural
- heortôn. fem. — heortônimo feminino
- heortôn. masc. — heortônimo masculino
- her. — heráldica
- herál. — heráldica
- herál. — heráldico
- heráld. — heráldica
- herb. — herbário
- herd.o — herdeiro
- herp. — herpético
- herp. — herpetologia
- herpét. — herpético
- herpet. — herpetografia
- herpetogr. — herpetografia
- herpetol. — herpetologia
- het. — heteronímia
- het. — heterônimo
- Hf — háfnio
- hg — hectograma(s)
- Hg — hidrargirium, mercúrio
- hib. — hibridismo
- híb. — híbrido
- hibr. — hibridismo
- híbr. — híbrido
- hibrid. — hibridismo
- hidr. fl. — hidrografia fluvial
- hidr. — hidráulica
- hidrául. — hidráulica
- hidrod. — hidrodinâmica
- hidrog. — hidrografia
- hidrogr. — hidrografia
- hidrol. — hidrologia
- hidrom. — hidrometria
- hidrost. — hidrostática
- hidrot. — hidroterapia
- hier. — hierônimo
- hier. — hierosolimitano
- hier.f. — hierônimo feminino
- hier.f.pl. — hierônimo feminino plural
- hier.m. — hierônimo masculino
- hier.m.pl. — hierônimo masculino plural
- hierôn. — hierônimo
- hierosolim. — hierosolimitano
- hig. — higiene
- higr. — higrometria
- hind. — hindu
- hind. — hindustani
- híp. — hípico
- hip. — hipismo
- hip. — hipótese
- hip. — hipotético
- hipiat. — hipiatria
- hipnot. — hipnoterapia
- hipnot. — hipnotismo
- hipnoter. — hipnoterapia
- hipoc. — hipocorístico
- hipocor. — hipocorístico
- hipol. — hipologia
- hipót. — hipótese
- hipot. — hipotético
- hisp. — hispânico
- hisp.-am. — hispano-americano
- hisp.-amer. — hispano-americano
- hisp.-lat. — hispano-latino
- hisp-ár. — hispano-árabe
- hist. ant. — história antiga
- hist. bíb. — história bíblica
- hist. bíbl. — história bíblica
- hist. Bras. — história do Brasil
- hist. col. — história colonial
- hist. contemp. — história contemporânea
- hist. ecl. — história eclesiástica
- hist. ecles. — história eclesiástica
- hist. filos. — história da filosofia
- hist. gr. — história grega
- hist. — história
- hist. inst. — história das instituições
- hist. mar. bras. — história marítima brasileira
- hist. mar. — história marítima
- hist. mil. — história militar
- hist. mod. — história moderna
- hist. nat. — história natural
- hist. rel. — história religiosa
- hist. rom. — história romana
- hist. sagr. — história sagrada
- histol. — histologia
- historiog. — historiografia
- historiogr. — historiografia
- HIV — human immunodeficiency vírus, vírus da imunodeficiência humana
- hl — hectolitro(s)
- hm — hectômetro(s)
- hm² — hectômetro(s) quadrado(s)
- Ho — hólmio
- hol. — holandês
- hom. — homeopatia
- hom. — homônimo
- homeo. — homeopatia
- homeop. — homeopatia
- homof. — homofonia
- homog. — homografia
- homogr. — homografia
- homon. — homonímia
- homôn. — homônimo
- hon. — honorário
- hond. — hondurenho, hondurense
- hort. — horticultura
- hort. — hortus, horto, jardim
- hortic. — horticultura
- hot. — hotentote
- hot. — hotentotismo
- hotent. — hotentote
- hpz — hectopiezo
- humor. — humorístico
- húng. — húngaro
- hw — hectowatt
- hW — hectowatt internacional

### I
- i — intransitivo
- I — iodo
- i — unidade imaginária (matemática)
- I. — igreja
- I. — intensidade de corrente
- I.D. — Iuris Doctor, doutor de direito, doutor em Direito
- I.D. — Iurum Doctor, doutor de direitos, doutor em direitos
- i.e. — id est, isto é
- iat. — yachting, iatismo
- ib. — ibero
- ib. — ibidem, no mesmo lugar
- ibér. — ibérico
- ibid. — ibidem, no mesmo lugar
- iconog. — iconografia
- iconogr. — iconografia
- iconol. — iconologia
- ict. — ictiologia
- ictiol. — ictiologia
- id. — idem, o mesmo
- id.q. — idem quod, o mesmo que
- idiot. — idiotismo
- idol. — idolatria
- idolol. — idololatria
- igr. — igreja
- I.H.V.H ou J.H.V.H — nome de Deus em Hebraico Jeová ou Javé
- Il. — ilustração
- Il.ma — ilustríssima
- Il.mo — ilustríssimo
- ilum. — luz e iluminação
- ilus. — ilusionismo
- ilus. — ilustração, ilustrações
- ilusion. — ilusionismo
- ilustr. — ilustrado
- imigr. — imigração
- imit. — imitação
- imp. — imperfeito
- imp. — imperial
- imp. — império
- imp. — imprimatur, imprima-se
- imp. ind. — imperfeito do indicativo
- imp. subj. — imperfeito do subjuntivo
- imper. conj. — imperfeito do conjuntivo
- imper. — imperativo
- imperat. — imperativo
- imperf. — imperfeito
- imperf. ind. — imperfeito do indicativo
- imperf. subj. — imperfeito do subjuntivo
- impes. — impessoal
- impes. — impessoalmente
- impess. — impessoal
- import. — importação
- impr. — imprensa
- impr. — impropriamente
- impres. — impressionismo
- impression. — impressionismo
- improp. — impropriamente
- impror. — impropriamente
- In 12.o — em doze (24 páginas em cada folha)
- In 16.o — em dezesseis (32 páginas em cada folha)
- In 18.o — em dezoito (36 páginas em cada folha)
- In 24.o — em vinte e quatro (48 páginas em cada folha)
- In 32.o — em trinta e dois (64 páginas em cada folha)
- In 4.o — em quatro (8 páginas em cada folha)
- In 64.o — em sessenta e quatro (128 páginas em cada folha)
- In 8.o — em oitavo (16 páginas em cada folha)
- In fol. — in folio (4 páginas em cada folha)
- In — índio
- In loc. — in loco, no lugar, nesse mesmo lugar
- In pl. — in plano (duas páginas em cada folha)
- In. — in folio (4 páginas em cada folha)
- in. — inch(es), polegada(s)
- in. — ineunt, (no) início (antes de datas ou períodos explícitos — ver ex.)
- inc. — incoativo
- inc. — inculto
- inc. — incorporação, incorporado
- incoat. — incoativo
- incóg. — incógnito, de forma não-conhecida
- ind. aç. — indústria açucareira
- ind. ag. — indústria agrícola
- ind. ext. — indústria extrativa
- ind. gás — indústria do gás
- ind. — indefinido
- ind. — indeterminado
- ind. — indiano
- ind. — indicativo
- índ. — índice
- ind. — indígena
- índ. — índio
- ind. — indireto
- ind. — indo
- ind. — indonésio
- ind. — indostano, industano
- ind. — indústria
- ind. mad. — indústria madeireira
- indef. — indefinido
- indet. — indeterminado
- indian. — indianismo
- indian. — indiano
- indiv. — indivíduo(s)
- indoch. — indochinês
- indon. — indonésio
- indost. — indostano
- indum. — indumentária
- indust. — industano
- indúst. — indústria
- inf. — infantaria
- inf. — infante
- inf. — infantil
- inf. — inferior
- inf. — infinitivo
- inf. — infinito
- inf. — infixo
- inf. — infra, abaixo
- inf. — infundatur, infunda-se
- inf. pess. — infinitivo pessoal
- infan. — infantil
- infant. — infantil
- infant. — infantilismo
- infer. — inferioridade
- infin. — infinitivo
- infin. — infinito
- infinit. — infinitivo
- infinitiv. pes. — infinitivo pessoal
- infl. — influência
- inform. — informação
- ing. — inglês
- ing.-n.-am. — inglês-norte-americano
- ingl. — inglês
- ins. — insular
- inscr. — inscrição, inscrições
- insep. — inseparável
- inst. ag. — instrumento(s) agrícola(s)
- inst. — instituição
- inst. — instituto
- inst. pol. — instituições políticas
- inst. púb. — instrução pública
- instit. — instituição
- int. — intransitivo
- integr. — integralismo
- intens. — intensivo
- interamn. — interamnense
- interj. excl. — interjeição exclamativa
- interj. — interjeição
- interj. — interjetivo
- interj. voc. — interjeição vocativa
- interjet. — interjetivamente
- intern. — internacional
- internac. — internacional
- interr. — interrogativo
- interrog. — interrogação
- interrog. — interrogativo
- interrogat. — interrogativo
- intj. — interjeição
- intr. — intransitivamente
- intr. — intransitivo
- intrans. — intransitivo
- inus. — inusitado
- inv. — invariável
- inv. — invenção
- invar. — invariável
- invariav. — invariavelmente
- invenç. — invenção
- invest. — investigação
- investig. — investigação
- Io — iônio
- iog. — ioga
- iog. — ioguismo
- Ir — irídio
- Ir. — irmão (um religioso, não-sacerdote)
- ir. — ironia
- iran. — iraniano
- iraq. — iraquiano
- irl. — irlandês
- iron. — ironia
- iron. — ironicamente
- irôn. — irônico
- irr. — irregular
- irr. — irregularmente
- irreg. — irregular(es)
- isl. — islandês
- islam. — islamita
- island. — islandês
- isr. — israelita
- israel. — israelita
- it. — italianismo
- it. — italiano
- it. — itálico
- ít. — ítalo
- ital. — italianismo
- ital. — italiano
- itál. — itálico
- italian. — italianismo
- italian. — italiano
- iug. — iugoslavo

### J
- j jornal
- J joule(s) internacional
- j joule(s), unidade de energia no trabalho
- J.D. — Juris Doctor, doutor de direito, doutor em direito
- J.D. — Jurum Doctor, doutor de direitos, doutor em direitos
- J.r junior, júnior
- J.z juiz
- J/s joule(s) por segundo
- jam. — jamaicano
- jan. — janeiro
- jan.o janeiro
- jap. — japonês
- jard. — jardinagem
- jardin. — jardinagem
- jav. — javanês
- jaz. — minas e jazidas
- jes. — jesuitismo
- joalh. — joalheria, joalharia
- joc. — jocosamente
- joc. — jocoso
- jog. — jogo
- jorn. — jornal
- jorn. — jornalismo, jornalista
- jornª. — jornalíssima
- Jr. — iunior, júnior
- jud. — judaico
- jud. — judaísmo
- jud. — judeu
- jul. — julho
- jun. — junho
- jur. — jurídico
- jur. — jurisprudência
- juris. — jurisprudência
- jurisp. — jurisprudência
- jurispr. — jurisprudência
- just. mil. — justiça militar

### K
- K — kalium, potássio
- K.O. — knock-out, fora de combate
- kA — quiloampere(s)
- kc — quilociclo(s)
- kC — quilocoulomb(s)
- kcal — quilocaloria(s)
- kg — quilograma(s)
- kgf — quilograma(s)-força
- kgf/cm² — quilograma(s)-força por centímetro quadrado
- kgf/cm³ — quilograma(s)-força por centímetro cúbico
- kgf/dm³ — quilograma(s)- força por decímetro cúbico
- kgf/m² — quilograma(s)-força por metro quadrado
- kgf/m³ — quilograma(s)-força por metro cúbico
- kg*m — quilogrâmetro(s)
- kg*m/s — quilogrâmetro(s) por segundo
- kg/cm² — quilograma(s) por centímetro quadrado
- kg/dm³ — quilograma(s) por decímetro cúbico
- kg/m² — quilograma(s) por metro quadrado
- kg/m³ — quilograma(s) por metro cúbico
- kgf — quilograma(s)-força
- kgf/cm² — quilograma(s)-força por centímetro quadrado
- kgf/m³ — quilograma(s)-força por metro cúbico
- kgfm — quilogrâmetro(s)
- kgfm/s — quilogrâmetro(s) por segundo
- kgm — quilogrâmetro(s)
- kgm/s — quilogrâmetro(s) por segundo
- kj — quilojoule(s)
- kJ — quilojoule(s)
- kJ — quilojoule(s) internacional
- kl — quilolitro(s)
- km — quilômetro(s)
- km/h — quilômetro(s) por hora
- km² — quilômetro(s) quadrado(s)
- km³ — quilômetro(s) cúbico(s)
- Kr — criptônio
- kV — quilovolt(s)
- kVA — quilovolt(s)-ampere
- kw — quilowatt(s)
- kW — quilowatt(s)
- kW — quilowatt(s) internacional
- kWh — quilowatt(s)-hora
- kwh — quilowatt(s)-hora
- kWh — quilowatt(s)-hora internacional

### L
- l — linea, linha
- l — litro(s)
- l. — lançado (comercialmente)
- L. — largo (toponimicamente)
- l. — letra(s) (comercialmente)
- L. — liber, livro
- l. — linha(s)
- l. — livro
- l. — loja
- L. — lote
- l.c. — loco citato, no lugar citado
- l.c. — locus citatus, lugar citado
- L.c. — lua cheia
- L.da — licenciada
- L.da — limitada
- L.do — licenciado
- L.L.B. — Legum Baccalaureus, bacharel de leis, bacharel em leis
- L.L.D. — Legum Doctor, doutor de leis, doutor em leis
- L.n. — lua nova
- l.º — livro
- L.O.L. — Loughing Out Loud, rir às gargalhadas, rindo muito alto
- L.P. — long-playing
- L.Q. — lege, quaeso, lê, por favor
- La — lantânio
- lab. — laboratório
- labor. — laborterapia
- laborat. — laboratório
- labort. — laborterapia
- lact. — lacticínios
- lâm. — lâmina (prancha)
- lanç. — lançamento
- lanc. — lanceiro(s) (do exército)
- lap. — lapão
- lap. — lapidaria
- lap. — lapidário
- lapid. — lapidário
- larg. — largura
- lat. bárb. — latim bárbaro
- lat. cien. — latim científico
- lat. ecl. — latim eclesiástico
- lat. hip. — latim hipotético
- lat. hipotét. — latim hipotético
- lat. ing. — latinização inglesa
- lat. — latim
- lat. — latinismo
- lat. — latino
- lat. — latitude
- lat. mediev. — latim medieval
- lat. tard. — latim tardio
- lat. vulg. — latim vulgar
- lat. vulgar — latim vulgar
- latit. — latitude
- latoar. — latoaria
- lb. — libra (moeda) e libra-peso
- L.da — Limitada
- Lda. — Limitada
- leg. fin. — legislação financeira
- leg. — legislação
- leg. — legislativo
- lég. — légua
- leg. soc. — legislação social
- legisl. — legislação
- légs. — léguas
- leit. — leitura
- let. — letão, leto, letonês, letônio
- lex. — lexicografia
- LGBT — Lésbicas, Gays, Bissexuais, Travestis e Transexuais
- Li — lítio
- lib. — libanês
- lib. — liber, livro
- Lic.do — licenciado
- lig. — ligação
- lim. — limnologia
- lin. — linimento
- líng. — Língua
- ling. — linguagem
- ling. — linguística
- lingüíst. — linguística
- líq. — líquido
- lit. cat. — liturgia católica
- lit. — literal
- lit. — literário
- lit. — literatura
- lit. — litteraliter, literalmente
- lit. — lituano, lituânio
- lit. — liturgia
- liter. — literalidade
- liter. — literalmente
- liter. — literatura
- literal. — literalidade
- literat. — literatura
- litog. — litografia
- litogr. — litografia
- litol. — litologia
- Litt.D. — Litterarum Doctor, doutor de letras, doutor em letras
- lituan. — lituano, lituânio
- litur. — liturgia
- liturg. — liturgia
- liturgia catól. — liturgia católica
- liv. — livro
- Livr. — livraria
- livr. — livraria
- livr. — livro
- ll. — lineae, linhas
- lm — lúmen (lúmens ou lúmenes)
- lm/m² — lúmen por metro quadrado
- loc. adj. — locução adjetiva
- loc. adv. lat. — locução adverbial latina
- loc. adv. — locução adverbial
- loc. adv. mod. — locução adverbial modal
- loc. adv. temp. — locução adverbial temporal
- loc. cit. — loco citato, no lugar citado
- loc. cit. — locus citatus, lugar citado
- loc. conj. — locução conjuntiva
- loc. fam. — locução familiar
- loc. int. — locução interjetiva
- loc. — Local
- loc. — localidade
- loc. — locativo
- loc. — locução, locuções
- loc. prep. — locução prepositiva
- loc. pron. pess. — locução pronominal pessoal
- loc.s. — locução substantiva
- loc.v. — locução verbal
- log. — logaritmo
- lóg. — lógica
- logar. — logaritmo
- logíst. — logística
- lomb. — lombardo
- long. — longitude
- loq. — loquitur, fala
- LP — long-play
- lr. — lira(s) (moeda)
- Lt.da — limitada
- Ltd. — limitada
- Ltda. — limitada
- ltda. — limitada
- Lu — lutécio
- ludol. — ludologia
- lug. — lugar
- lund. — lundês
- lunf. — lunfardo
- lus. — lusitano, luso
- lusit. — lusitanismo
- luso-afr. — luso-africanismo
- luso-asit. — luso-asiaticismo
- lut. — luta
- luv. — Luvaria

### M
- µ — mícron (mícrons, mícrones)
- µµ — micromícron (micromícrons, micromícrones)
- µA — microampere(s)
- µrd — microrradiano(s)
- µv — microvolt(s)
- µ — microhm(s)
- m d’água — metro(s) de coluna d’água
- m — martelo(s) (medida)
- m — metro(s)
- M — milha(s) marítima(s) internacional (internacionais)
- m — milimícron (milícrons, milimícrones)
- m — minuto(s) (de tempo)
- M — molécula
- m. — mais
- m. — mão(s) (de papel)
- m. — masculino
- M. — massa
- M. — meridiano
- m. — mês, meses
- m. — mile(s)
- M. — misture
- m. — moio(s)
- M. — monsieur, senhor
- M. — município
- m. — us. — mais usado
- m.ª — mesma
- M.ª — mestra
- m.ª — minha
- m.a.-al. — médio alto-alemão
- M.al — Marechal[2]
- m.alt.-al. — médio altoalemão
- M.B. — Medicinae Baccalaureus, bacharel de medicina, bacharel em medicina
- m.ço — março
- M.D. — Medicinae Doctor, doutor de medicina, doutor em medicina
- M.D. — Muito Digno
- m.d.c. — máximo divisor comum
- M.e — madre
- M.e — mestre
- M.es — marquês
- M.esa — marquesa
- m.f. — mezzo forte, meio forte
- m.kg — metro(s)-quilograma(s)-força
- m.kg* — metro(s)-quilograma(s)-força
- m.kgf — metro(s)-quilograma(s)-força
- M.lle — mademoiselle, senhorita
- M.M. — "Magister Musicae", "Master of Music" (lit. Mestre em Música, ou Mestre de Música – título acadêmico comum a instituições de ensino de língua inglesa; no Brasil, equivale a Sc.M., embora a especificação "Música" seja omitida)
- M.M.A. — "Magister Musicae Artium", "Master of Musical Arts" (lit. Mestre em Artes Musicais, ou Mestre de Artes Musicais – título acadêmico, sem equivalente direto no Brasil, porém comum a instituições de ensino de língua inglesa, destinado especificamente a pessoas que realizaram cursos de Mestrado em atividades práticas, viz. performance ou composição)
- m.m.c. — mínimo múltiplo comum
- M.me — madame, senhora
- M.mo — Meritíssimo
- m.º — maio
- m.º — mesmo
- m.or — morador
- m.-q.-perf. ind. — mais-que-perfeito do indicativo
- m.q.perf. — mais-que-perfeito
- m.-q.-perf. — mais-que-perfeito
- M.T.S. — metro, tonelada, segundo
- m.ta — muita
- m.to — muito
- m/ — meus, minhas (comercialmente)
- m/a — meu aceite (comercialmente)
- m/c — minha carta
- m/c — minha conta
- m/d — meses de data (comercialmente)
- m/l — minha letra (comercialmente)
- m/min — metro(s) por minuto
- m/o — minha ordem (comercialmente)
- m/p — meses de prazo (comercialmente)
- m/s — metro(s) por segundo
- m/s — metro(s) por segundo
- m/s — meu(s), minha(s) (comercialmente)
- m/s² — metro(s) por segundo ao quadrado
- m² — metro(s) quadrado(s)
- m³ — metro(s) cúbico(s)
- mA — miliampere(s)
- Ma — miriare(s)
- Mª — Maria
- maç. — maçonaria
- maçon. — maçonaria
- mad. — madeirense
- madeir. — madeirense
- mag. — magia
- magn. — magnetismo
- magnet. — magnetismo
- magnit. — magnitude
- maio — maio (palavras de 4 letras não devem receber abreviaturas de 3 letras)
- maiúsc. — maiúscula
- Maj. — major
- maj. — major
- Maj.-Brig. — Major-Brigadeiro
- maj.-brig. — major-brigadeiro
- mal. — malabar
- mal. — malabárico
- mal. — malaio
- Mal. — marechal[2]
- mal. — marechal[2]
- malab. — malabar
- malab. — malabárico
- malac. — malacologia
- malacol. — malacologia
- malai. — malaiala
- malg. — malgaxe
- malh. — malharia
- MMII — membros inferiores
- MMSS — membros superiores
- mamal. — mamalogia
- man. — manípulo
- manuf. — manufatura
- maomet. — maometano
- map. — mapuche
- máq. ag. — máquina agrícola
- máq. — máquina
- maq. — maquinista
- maquinof. — maquinofatura
- mar. ant. — marinha antiga
- mar. — marata
- mar. — março
- mar. — marinha
- mar. mil. — marinha militar
- mar.g. — marinha de guerra
- maranh. — maranhense
- marc. — marcenaria
- march. — marchantaria
- marchet. — marcheteria
- marg. — marginal
- marin. — marinharia
- marinh. — marinharia
- marn. — marnotagem
- marn. — marnoto
- marr. — marroquino
- marroq. — marroquino
- martin. — martinicano
- marx. — marxismo
- masc. — masculino
- mat. fin. — matemática financeira
- mat. — matemática
- mat. — matéria
- mat. pl. — matéria plástica
- mat. sup. — matemática superior
- matad. — matadouro
- matem. — matemática
- mater. — materiais
- material. — materialismo
- matogros. — mato-grossense
- mato-gros. — mato-grossense
- máx. — máximo
- Mb — megabária(s)
- Mb — megabit(s)
- MB — megabyte(s)
- Mc — megaciclo(s)
- mcal — milicaloria(s)
- mct. — macuta(s)
- Md/cm² — megadina(s) por centímetro(s) quadrado(s)
- md/dm — megadina(s) por decímetro(s)
- Mdyn — megadina(s)
- mec. — mecânica (ciência)
- mecân. — mecânica (maquinismo)
- mecan. — mecanografia
- mecanogr. — mecanografia
- med. ant. — medicina antiga
- med. leg. — medicina legal
- med. — medicina
- med. — medio, meados, metade
- méd. — médico
- med. nucl. — medicina nuclear
- med. san. — medicina sanitária
- med. trab. — medicina do trabalho
- méd. vet. — médico veterinário
- mediev. — medieval
- mediev. — medievalismo
- medv. — medieval
- mem. — memento
- mem. — memória
- mem. — memorial
- memo. — memorandum, memorando
- memor. — memorandum, memorando
- mens. — mensal
- mer. — meridiano
- mer. — meridional
- merc. — mercado
- merc. — mercúrio
- mercad. — mercadologia
- merid. — meridiano
- merid. — meridional
- met. — metalurgia
- met. — metátese
- met. — meteorologia
- metáf. — metáfora
- metaf. — metaforicamente
- metaf. — metafórico
- metafis. — metafísica
- metafór. — metafórico
- metal. — metalurgia
- metalog. — metalografia
- metalur. — metalurgia
- metát. — metátese
- meteor. — meteorologia
- meton. — metonímico
- métr. — métrica
- metr. — metrificação
- metrif. — metrificação
- metrol. — metrologia
- mex. — mexicano
- mexic. — mexicano
- Mg — magnésio
- mg — miligrama(s)
- mgf — miligrama(s)-força(s)
- mgr — milígrado(s)
- mH — milihenry(s)
- mi — milha(s) marítima(s) internacional(is)
- mi. — minhoto
- micol. — micologia
- microbiol. — microbiologia
- microfot. — microfotografia
- microg. — micrografia
- microl. — micrologia
- microm. — micrometria
- microsc. — microscopia
- microscóp. — microscópico
- mil — milha
- mil. — milênio
- mil. — militar
- min — minuto(s) (de tempo)
- min. — mineral
- min. — mineralogia
- mín. — mínimo
- min. — ministro
- miner. — mineração
- miner. — mineralogia
- ming. — minguante
- minh. — minhoto (termo)
- minúsc. — minúsculo
- miss. — missionária, missionário
- mist. — misticismo
- míst. — místico
- mit. esc. — mitologia escandinava
- mit. ger. — mitologia germânica
- mit. — mitologia
- mit. — mitológico
- mit. — mitônimo(s)
- mit. rom. — mitologia romana
- mit. sem. — mitologia semítica
- mit.f. — mitônimo feminino
- mit.f.pl. — mitônimo feminino plural
- mit.gr. — mitologia grega
- mit.m. — mitônimo masculino
- mit.m.f. — mitônimo masculino e feminino
- mit.m.pl. — mitônimo masculino plural
- mitol. — mitologia
- mitôn. fem. — mitônimo feminino
- mitôn. masc. — mitônimo masculino
- mitôn. — mitônimo
- mk. — marco(s) (moeda)
- ml — mililitro(s)
- Ml — mirialitro(s)
- Mlle — mademoiselle, senhorita
- mmHG — milímetro(s) de coluna de mercúrio
- mm — milímetro(s)
- Mm — miriâmetro(s)
- MM. — meritíssimo
- MM. — messieurs, senhores
- MM. — municípios
- mm² — milímetro(s) quadrado(s)
- mm³ — milímetro(s) cúbico(s)
- Mme — madame, senhora
- mme — madame, senhora
- min. — ministro
- Mn — manganês
- Mo — molibdênio
- moag. — moagem
- mob. — mobília
- mob. — mobiliária
- mob. — mobiliário
- moçamb. — moçambicanismo
- mod. — moderato, moderado, moderadamente
- mod. — modernamente
- mod. — modernismo
- mod. — moderno
- mod. — modismo
- mod. — modo
- moed. — moedas
- mol — molécula, moléculagrama
- mon. — mongol
- mon. — monografia
- monog. — monografia
- monogr. — monografia
- Mons. — monsenhor
- mons. — monsenhor
- mont. — montaria
- montanh. — montanhismo
- mor. — moral
- mor. — moralismo
- moralid. — moralidade
- morf. — morfema
- morf. — morfologia
- morfol. — morfologia
- morfol. — veg. — morfologia vegetal
- moto. — motociclismo
- mov. — movimento
- Mr. — mister, senhor
- Mrs. — mistress, senhora
- MS — manuscriptus, manuscrito, códice, autógrafo, apógrafo
- MS. — manuscriptus, manuscrito, códice, autógrafo, apógrafo
- ms. — manuscriptus, manuscrito, códice, autógrafo, apógrafo
- Ms. — manuscriptus, manuscrito, códice, autógrafo, apógrafo
- mss — manuscripti, manuscritos, códices, autógrafos, apógrafos
- MSS — manuscripti, manuscritos, códices, autógrafos, apógrafos
- mth — militermia
- mun. — municipal
- mun. — município
- mús. concr. — música concreta
- mus. — museologia
- mus. — museu
- mús. — música
- Mus.B. — Musicae Baccalaureus, bacharel de música, bacharel em música
- Mus.D. — Musicae Doctor, doutor de música, doutor em música
- mus.h. — music hall, teatro de variedades
- museol. — museologia
- Mv — mendelévio
- mV — milivolt(s)
- M — megaohm(s)

### N
- N — newton(s)
- N — nitrogênio
- N — Norte
- N. — Norte
- N. da D. — nota da direção
- N. da E. — nota da editora
- N. da R. — nota da redação
- N. do A. — nota do autor
- N. do D. — nota do diretor
- N. do E. — nota do editor
- N. do T. — nota do tradutor
- n. — neutro
- n. — nome
- n. — número
- n.b. — nota bene, nota bem
- N.B. — nota bene, nota bem
- N.E. — Nordeste
- N.F.
- N.N. — abreviatura com que se oculta um nome em programas, cartazes, subscrições, etc.
- N.N.E. — Nor-Nordeste
- N.N.O. — Nor-Noroeste
- N.N.W. — Nor-Noroeste
- n.º — número (sempre minúscula)
- NO — Noroeste
- N.Obs. — nihil obstat, nada obsta
- n.p. — nome próprio
- N.P. — nosso padre
- n.p.loc. — nome próprio locativo
- n.p.pers. — nome próprio personativo
- n.pr. — nome próprio
- N.R.P. — nosso reverendo padre
- N.S. — Nosso Senhor
- N.S.P. — Nosso Santo Padre
- N.Sr.a Nossa Senhora
- N.SS.P. — Nosso Santíssimo Padre
- N.T. — nota do tradutor
- N.T. — Novo Testamento
- N.W. — Noroeste
- n/ — nosso(s), nossa(s) (comercialmente)
- n/c — nossa carta (comercialmente)
- n/c — nossa casa (comercialmente)
- n/c — nossa conta (comercialmente)
- n/ch — nosso cheque
- n/l — nossa(s) letra(s) (comercialmente)
- n/o — nossa ordem (comercialmente)
- n/s — nosso saque (comercialmente)
- Na — natrium, sódio
- nac. — nacional
- nac. — nacionalismo
- nap. — napolitano
- NASA — National Aero Space Agency, Agência nacional arero-espacial dos Estados Unidos.
- nat. — natação
- nat. — naturalismo
- natur. — naturalismo
- náu. — náuatle
- náua. — náuatle
- náut. — náutica
- náut. — náutico
- nav. — fluv. — navegação fluvial
- nav. — mar. — navegação marítima
- nav. — marít. — navegação marítima
- nav. — navegação
- nav.fl. — navegação fluvial
- naz. — nazismo
- Nb — nióbio
- NCr$ — cruzeiro novo
- Nd — neodímio
- Ne — neônio
- NE — Nordeste
- neerl. — neerlandês
- neg. — negativo
- neo-ár. — neo-árico
- neoguin. — neoguinéu, neoguineense
- neol. — neologia
- neol. — neologismo
- neolog. — neologismo
- neozel. — neozelandês
- nep. — nepalês
- neur. — neurologia
- neutr. — neutralmente
- NF — Nota Fiscal
- Ni — níquel
- nicar. — nicaragüense
- nicarag. — nicaragüense
- nig. — nigeriano
- niger. — nigeriano
- NNE — Nor-Nordeste
- NNO — Nor-Noroeste
- NNW — Nor-Noroeste
- No — nobélio
- NO — Noroeste
- nob. — em bom sentido, nobilitativamente
- nobil. — nobiliarquia
- nom. — nominal
- nom. — nominativo
- nom.-acus. — nominativoacusativo
- nome pr. — nome próprio
- non seq. — non sequitur, não se segue
- nor. — norueguês
- nórd. — nórdico
- norm. — normalização
- norm. — normando
- normat. — normativo
- nort.-am. — norte-americano
- norueg. — norueguês
- notic. — noticiário
- nov. — novembro
- nov.o — novembro
- Np — netúnio
- num. — card. — numeral cardinal
- num. — distr. — numeral distributivo
- num. — frac. — numeral fracionário
- num. — fracc. — numeral fraccionário
- num. — mult. — numeral multiplicativo
- num. — numeral
- núm. — número
- num. — ord. — numeral ordinal
- numis. — numismática
- numism. — numismática
- nutr. — nutrição
- nutr. — nutrologia
- NW — Noroeste

### O
- OAB — Ordem dos Advogados do Brasil
- o m.q. — o mesmo que
- O — Oeste
- O. — Oeste
- O — oxigênio
- O.D.C. — oferece(m), dedica(m), consagra(m)
- o.d.c. — oferece(m), dedica(m), consagra(m)
- O.K. — (Presumivelmente "Oll Korrect" ou 0K, "Zero Killed"), tudo correto, tudo bem
- O.N.O. — Oés-Noroeste
- o/ — ordem (comercialmente)
- ob. cit. — obra citada (preferir op. cit.)
- ob. — obiit, morreu
- ob. — oboé
- Ob. — oboé
- ob. — obra(s)
- OBE — Order of the British Empire ou Ordem do Império Britânico
- OBE — Out-of-Body Experience ou Experiência fora-do-corpo
- OOBE — Out-of-Body Experience ou Experiência fora-do-corpo
- obed. — obediente
- obg.mo — obrigadíssimo
- obr. — púb. — obras públicas
- Obr. — Púb. — obras públicas
- obr.mo obrigadíssimo
- obr.o obrigado
- obs. — observa, observe
- obs. — observação
- obsol. — obsoleto
- obst. — obstetrícia
- obstet. — obstetrícia
- oC — grau centesimal, centígrado ou Celsius
- oc. — ocidental
- ocean. biol. — oceanografia biológica
- ocean. — oceanografia
- oceanogr. — oceanografia
- ocid. — ocidental
- ocid. — ocidente
- ocul. — oculista
- ocul. — ocultismo
- ocult. — ocultismo
- odont. — odontologia
- odontol. — odontologia
- Of. — oferece(m)
- of. — oferece(m)
- of. — oficial
- of. — ofício
- ofid. — ofidismo
- oft. — oftalmologia
- oftalm. — oftalmologia
- oftalmol. — oftalmologia
- oK — grau(s) Kelvin
- olig. — oligarquia
- onç. — onça(s) (peso) (ver oz.)
- oneol. — oneologia
- ONO Oés-Nordeste
- onom. — onomástica
- onom. — onomástico
- onom. — onomatopéia
- onom. — onomatopéico
- onomást. — onomástica
- onomat. — onomatopéia
- onomatop. — onomatopéico
- op. cit. — opere citato, na obra citada
- op. cit. — opus citatum, obra citada
- op. laud. — opus laudatum, obra citada
- op. — opus, obra
- opp. — opera, obras
- opp. citt. — opera citata, obras citadas
- ópt. — óptica
- ópt. — óptimo
- optat. — optativo
- or. gr. — origem grega
- or. lat. — origem latina
- or. — oriental
- or. — origem
- orat. — oratória
- ord. — ordem
- ord. — ordinal
- ord. — ordinariamente
- ordin. — ordinal
- ordin. — ordinário
- org. — organismo
- org. — organização
- org. pol. — organização política
- organiz. — organização
- orig. — origem
- orig. — original
- orig. — originário
- origin. — originalmente
- origin. — originário
- orign. — originariamente
- orn. — ornitologia
- ornit. — ornitologia
- ornitol. — ornitologia
- orog. — orografia
- orogr. — orografia
- orôn. — orônimo
- ort. — ortografia
- ortogr. — ortografia
- ortográf. — ortográfico
- ortop. — ortopedia
- Os — ósmio
- ostr. — ostreicultura
- otorr. — otorrinolaringologia
- otorrin. — otorrinolaringologia
- otorrino. — otorrinolaringologia
- our. — ourivesaria
- ouriv. — ourivesaria
- out. — outubro
- out.o — outubro
- oz. — ounce(s), onça(s) (peso)

### P
- p — palmo(s) (medida)
- p — pé(s) (medida)
- p — pedra(s) (peso de linho)
- P — phosphorus, fósforo
- p. anal. — por analogia
- p. arom. — planta aromática
- p. bien. — planta bienal
- p. comp. — por comparação
- p. exag. — por exagero
- p. ext. ou abrev. — por extenso ou abreviadamente
- p. fl. — planta florestal
- p. forrag. — planta forraginosa
- p. frutíf. — planta frutífera
- p. herb. — planta herbácea
- p. hist. — pré-história
- p. iron. — por ironia
- p. med. — planta medicinal
- p. meton. — por metonímia
- p. opos. — por oposição
- p. orn. — planta ornamental
- P. — Padre
- p. — pagina
- p. — página
- p. — penny (moeda)
- p. — piastra(s)
- p. — planta (vegetal)
- p. — por (comercialmente)
- p. — pouco, paulo (latim)
- P. — praça (toponimicamente)
- p. — pronominal
- p. — próprio
- p. — próximo (comercialmente)
- p. têxt. — planta têxtil
- p. us. — pouco usado(s)
- p. ven. — planta venenosa
- p.a para
- p.ae. — partes aequales, partes iguais
- p.al. — por alusão
- P.B. — peso bruto
- p.c. — pacote(s)
- P.C. — computador
- P.C.C. — por cópia conforme
- P.D. — pede deferimento
- P.D. — pede deferimento
- p.e. — partes aequales, partes iguais
- p.e. — peso específico
- P.E.F. — por especial favor
- P.E.O. — por especial obséquio
- p.ex. — por exemplo
- p.ext. — por extensão
- p.f. — più forte, mais forte (abrev. incomum, mais comum più f, sempre em itálico e sem ponto)
- p.f. — ponto de fusão
- P.F. — por favor
- p.f. — prato feito
- p.f. — próximo futuro (referido a mês)
- p.f.v. — por favor, volte
- P.H. — pêndulo horizontal
- p.i. — partes iguais
- P.J. — pede justiça
- P.L. — peso líquido
- P.M. — Padre Mestre
- p.m. — peso molecular
- P.M. — Polícia Militar
- P.M. — por mão
- p.m. — post meridiem, depois do meio-dia
- p.m. — post mortem, depois da morte
- P.M. — Prefeitura Municipal
- P.M.E. — por mercê especial
- P.M.O. — por muito obséquio
- p.m.o.m. — pouco mais ou menos
- P.M.P. — por mão própria
- P.N. — Padre-Nosso, Pai-Nosso
- P.N.A.M. — Padre-Nosso e Ave-Maria
- P.P. — para protestar
- p.p. — por procuração
- p.p. — post paulo, pouco após (antes de datas ou períodos explícitos)
- p.p. — próximo passado (após trechos explicativos, com ou sem datas ou períodos explícitos)
- p.p.m. — parte(s) por milhão
- P.P.S. — post post scriptum, depois do que foi escrito depois
- p.per. — planta perene
- P.R. — populus romanus, o povo romano
- P.R. — Príncipe Real
- P.R.J. — pede recebimento e justiça
- P.S. — post scriptum, pósescrito
- p.s. — puro-sangue
- P.V. — pêndulo vertical
- p/ — para
- p/ — por
- p/c — por conta
- Pa — protoactínio
- pa — per annum (por ano)
- pa. — peso atômico
- pa.g. — passo(s) geométrico(s)
- pag. — paganismo
- pag. — pagina
- pág. — página
- pagg. — paginae
- págg. — páginas
- págs. — páginas
- pal. — palavra(s)
- paleob. — paleobotânica
- paleog. — paleografia
- paleogr. — paleografia
- paleont. — paleontologia
- paleontol. — paleontologia
- paleoz. — paleozoologia
- pals. — palavras
- pan. — panamenho
- pan. — panificação
- pan.-amer. — pan-americanismo
- panam. — panamenho
- papel. — papelaria
- paq. — paquistanês, paquistano, paquistanense
- par. — paraense
- par. — parônimo
- par. — parte
- Pár.o — pároco
- paraens. — paraense
- parag. — paraguaio
- paraib. — paraibano
- paral. — paralela(s)
- paral. — paralelo(s)
- paran. — paranaense
- paras. — parasitologia
- parassint. — parassintético
- parl. — parlamentar
- parn. — parnasianismo
- parnas. — parnasianismo
- parôn. — parônimo
- part. apass. — partícula apassivadora
- part. aux. — partícula auxiliar
- part. expl. — partícula expletiva
- part. — participa, participe
- part. — particípio
- part. — partícula
- part. pass. — particípio passado
- part. pres. — particípio presente
- partic. — particípio
- partic. — particularmente
- pass. — passado
- pass. — passim, aqui e ali, em diversos lugares
- pass. — passivo
- passm. — passamanaria
- passr. — passaricultura
- passt. — passatempos
- past. — pastelaria
- pat. an. — patologia animal
- patol. — patologia
- pátr. — pátrio
- patr. — patronímico
- patr.f. — patronímico feminimo
- patr.f.pl. — patronímico feminino plural
- patr.m. — patronímico masculino
- patr.m.pl. — patronímico masculino plural
- patron. — patronímico
- patrôn. — patrônimo
- paul. — paulista
- paulist. — paulistano
- Pb — plumbum, chumbo
- PC — personal computer, computador pessoal
- pç. — peça(s)
- pça. — peça
- Pd — paládio
- pdl. — poundal (medida)
- Pe. — Padre
- pec. — pecuária, criação de animais
- ped. — pediatria
- ped. — pedologia
- pedag. — pedagogia
- pediat. — pediatria
- pedol. — pedologia
- pedr. — pedreiras
- pej. — em mau sentido, pejorativamente
- pej. — pejorativo
- pel. — couros, pelaria, curtimento
- pent. — penteados
- peq. — pequeno
- per. — persa
- pér. — pérsico
- per. — peruano
- perf. ind. — perfeito do indicativo
- perf. — perfeito
- perf. — perfuração
- perfum. — perfumaria
- períf. — perífrase
- perífr. — perífrase
- pern. — pernambucano
- pernamb. — pernambucano
- pers. — persa
- pérs. — pérsico
- pers. — personativo
- perspect. — perspectiva
- perspectiv. — perspectivismo
- peruv. — peruviano
- pesc. — pescaria
- pesq. — pesquisa(s)
- pess. — pessoa(s)
- pess. — pessoal
- pet. — petrografia
- petr. — indústria do petróleo
- petr. — petrografia
- petrog. — petrografia
- petrogr. — petrografia
- petrol. — petrologia
- petroq. — petroquímica
- PF — prato feito
- pf. — pfennig (moeda)
- pg. — pago
- pg. — pagou
- pgto. — pagamento
- Ph.B. — Philosophiae Baccalaureus, bacharel de filosofia, bacharel em filosofia
- Ph.D. — Philosophiae Doctor, doutor de filosofia, doutor em filosofia (em Artes, é um título aplicado a acadêmicos com especializações teórica ou histórica, em oposição a especializações práticas – e.g. em Música, Ph.D. é aplicado a Musicólogos teóricos ou históricos, em oposição a Performers ou Compositores, que recebem o título D.M.A.)
- Piauí. — piauiense
- piauien. — piauiense
- picar. — picaria
- píl. — pílula(s)
- pint. — pintura
- pinx. — pinxit, pintou
- pinx.t pinxit, pintou
- pirot. — pirotecnia
- pirot. — pirotécnica
- pirotec. — pirotecnia
- pirotéc. — pirotécnica
- pisc. — piscicultura
- piscic. — piscicultura
- pizz. — pizzicato, beliscado
- pk — peck(s) (medida)
- pl. — plural
- pl. reg. — plural regular
- planej. — planejamento
- plat. — platino
- pleb. — Plebeísmo
- PM — Polícia Militar
- Pm — promethium, promécio
- pm. — preamar
- pm. — preia-mar
- pneu. — pneumologia
- Po — polônio
- poes. — poesia
- poét. — poética
- poét. — poético
- pol. — polaco
- pol. — polegada(s) (medidas)
- pol. — polonês
- políc. — polícia
- polin. — polinésio
- polít. — política
- polít. — político
- pop. — população
- pop. — popular, populares
- pop. — popularmente
- pop. — termo popular
- popul. — população
- por anal. — por analogia
- por anton. — por antonomásia
- por catacr. — por catacrese
- por disfem. — por disfemismo
- por espec. — por especialização
- por ext. — por extensão
- por hipál. — por hipálage
- por hipérb. — por hipérbole
- por limit. — por limitação
- por metáf. — por metáfora
- por meton. — por metonímia
- por restr. — por restrição
- por sinéd. — por sinédoque
- port. — português
- port. — portuguesismo
- porto-riq. — porto-riquenho
- posit. — positivismo
- poss. — possessivo
- possess. — possessivo
- pot. — potio, poção
- pot. — potologia
- potam. — potamônimo
- pov. — povoação
- pov. — povoado
- pp. — páginas
- pp. — pianissimo, suavissimamente
- pp. — precipitado
- pq — porque
- Pr. — Pastor
- Pr — praseodímio
- pr. — pronominal
- pr. — próprio
- prác. — prácrito
- prát. — prático
- prec. — precedente
- preced. — precedente
- precis. — precisamente
- pred. — predicativo
- predic. — predicativo
- Pref. — prefeito
- pref. — prefeito
- Pref. — prefeitura
- pref. — prefeitura
- pref. — prefixo
- pré-hist. — pré-história
- prep. — preposição
- prep. — prepositivo
- prepos. — prepositivo
- pres. conj. — presente do conjuntivo
- pres. ind. — presente do indicativo
- pres. — presente
- Pres. — presidente
- pres. — presidente
- pres. subj. — presente do subjuntivo
- presb.º — presbítero
- presc. — prescrição
- presid. — presidência
- Presid. — Presidência
- presid. — presidente
- Presid. — presidente
- prest. — prestidigitação
- pret. — pretérito
- prev. — previdência
- prev. soc. — previdência social
- prim. — primitivamente
- prim. — primitivo
- primit. — primitivo
- princ. — principal
- princip. — principado
- priv. — privativo, em caráter privado
- pro temp. — pro tempore, para o tempo em que for oportuno
- probl. — problema(s)
- problem. — problemático
- proc. — dados processamento de dados
- proc. — processo
- proc. — processualística
- proc. — procuração
- proc. — procurador
- prod. — produção
- Prof. — professor
- prof. — professor
- Prof.ª — professora
- prof.ª — professora
- Prof.as — professoras
- prof.as — professoras
- profis. — profissão
- profiss. — profissão
- profission. — profissionalismo
- Profs. — professores
- profs. — professores
- prom. vend. — promoção de vendas
- pron. dem. — pronome demonstrativo
- pron. ind. — pronome indefinido
- pron. int. — pronome interrogativo
- pron. interr. — pronome interrogativo
- pron. pess. compl. — pronome pessoal complemento
- pron. pess. — pronome pessoal
- pron. pess. suj. — pronome pessoal sujeito
- pron. poss. — pronome possessivo
- pron. — pronome
- pron. — pronominal
- pron. — pronominalmente
- pron. refl. — pronome reflexivo
- pron. reflex. — pronome reflexivo
- pron. rel. — pronome relativo
- pronon. — pronominal
- pronún. — pronúncia
- propag. — propaganda
- propos. — proposição
- propr. — propriamente
- pros. — prosódia
- pros. — prosônimo
- pros.f. — prosônimo feminino
- pros.m. — prosônimo masculino
- prosc. — proscênio
- prosôn. — prosônimo
- prost. — prostético
- prostét. — prostético
- prót. — prótese
- prot. — protético
- prot. — protocolo
- protest. — protestante
- protest. — protestantismo
- protét. — protético
- protoc. — protocolo
- protoz. — protozoários
- prov. port. — provincianismo português
- prov. — provedor
- prov. — provençal
- prov. — proverbial
- prov. — proverbialmente
- prov. — provérbio
- prov. — província(s)
- prov. — provincial
- prov. — provincialismo
- prov. — provincianismo
- prov. — provisão
- prov. — provisório
- provav. — provavelmente
- provb. — provérbio
- provç. — provençal
- provc. — província
- proven. — provençal
- provenç. — provençal
- provinc. — provincial
- prox. — próximo mense, no próximo mês
- PS — post scriptum
- pseud. — pseudônimo
- psic. an. — psicologia animal
- psic. — psicanálise
- psic. — psicologia
- psic. soc. — psicologia social
- psican. — psicanálise
- psicofisl. — psicofisiologia
- psicogn. — psicogonia
- psicol. — psicologia
- psicopat. — psicopatologia
- psiq. — psiquiatria
- psiquiat. — psiquiatria
- Pt — platina
- pt — ponto
- pto. — precipitado
- pts. — pontos
- Pu — plutônio
- pub. — publicação
- public. — publicação
- public. — publicidade
- pug. — pugilismo
- pug. — pugillus, punhado
- pulv. — pulvis, pó
- px.t — pinxit, pintou
- pz — piezo(s) (medida)

### Q
- Q. — quadra
- q — que (internetês)
- q. — que
- q. — quintal ou quintais (peso)
- q.b. — quantidade bastante (em receitas médicas)
- q.b. — quanto baste (em culinária)
- q.do — quando
- Q.E.D. — quod erat demonstrandum, o que devia ser demonstrado
- q.e.d. — quod erat demonstrandum, o que se devia demonstrar
- Q.G. — quartel-general
- Q.-G. — quartel-general
- q.i.d. — quinquies in die, cinco vezes ao dia
- q.l. — quantum libet, quanto se queira
- q.p. — quantum placet, à vontade
- q.s. — quantum satis, quanto satisfaça
- q.s.i.d. — quinquies in die, cinco vezes ao dia
- q.s.p. — quantidade suficiente para
- q.ta — quanta
- q.to — quanto
- q.v. — quantum vis, quanto queiras
- q.v. — queira ver
- q.v. — queira voltar
- q.v. — quod uide (quod vide), o qual se veja
- ql. — quilate(s)
- qq. — qualquer quantidade
- qq.v. — quae uide (quuae vide), os quais se vejam
- qtde. — quantidade (internetês)
- qual. — qualificativo
- qualif. — qualificativo
- quant. — quantidade
- quant. suff. — quantum sufficit, quanto baste
- quantit. — quantitativo
- quart. — quarteirão
- quart. — quartilho(s) (medida)
- quest. — questionário
- quí. — quíchua
- quích. — quíchua
- quím. ant. — química antiga
- quím. biol. — química biológica
- quím. ger. — química geral
- quím. ind. — química industrial
- quím. org. — química orgânica
- quím. — química
- quimb. — quimbundo
- quinz. — quinzenal
- quinzen. — quinzenário
- quir. — quiromancia
- quirom. — quiromancia

### R
- r — ângulo reto
- R — resistência
- R$ — real (moeda)
- R&I — regina et imperatrix, rainha e imperatriz
- R&I — rex et imperator, rei e imperador
- R. — planta rara
- r. — raiz
- r. — raro
- R. — recipe, recebe, toma
- r. — reflexo
- r. — regência
- r. — réis (moeda)
- R. — reprovado (classificação escolar)
- R. — réu (em linguagem forense)
- R. — rex, regina, rei, rainha
- R. — rua (toponimicamente)
- R.ª — rainha
- R.e — recipe, recebe, toma
- R.I.P. — requiescat in pace, descanse em paz
- R.M. — Reichmarck (moeda)
- R.no — reino
- R.P. — Reverendo Padre
- R.P.M. — Reverendo Padre Mestre
- r.p.m. — rotação por minuto
- r.p.s. — rotação por segundo
- r.s — réis (moeda)
- R.S.A. — recomendado a Santo Antônio
- R.S.V.P. — répondez, s’il vous plait, respondei, por favor
- r/c — rés-do-chão
- Ra — rádio
- rac. — racional
- rac. — racismo
- racion. — racionalismo
- racional. — racionalismo
- rad. — radial
- rad. — radiano(s)
- rad. — radical
- rad. — radicalismo
- rád. — rádio
- rad. — radiograma
- rad. — radix, raiz
- rad/s — radiano(s) por segundo
- radical. — radicalismo
- radioat. — radioatividade
- radiod. — radiodifusão
- radiodif. — radiodifusão
- radiog. — radiograma
- radiogr. — radiografia
- radiol. — radiologia
- radiot. — radiotécnica
- radiot. — radioterapia
- radiotec. — radiotecnia
- radiotéc. — radiotécnica
- radiotécn. — radiotécnica
- radioter. — radioterapia
- rall. — rallentando, ficando progressivamente mais vagaroso
- Rb — rubídio
- rb — rublo(s) (moeda)
- Rd. — rádio (medida)
- rdfot — radiofoto(s)
- rdlux — radiolux (medida)
- Re — rênio
- real. — realidade
- real. — realismo
- realid. — realidade
- rec. — receita
- rec.º — recurso
- rec.º — recebido (comercialmente)
- recip. — reciprocidade
- recíp. — recíproco
- recípr. — recíproca
- recípr. — recíproco
- red. pop. — redução popular
- red. — redução
- red. — reduzido
- ref. — referência
- ref. — referente
- ref. — reformado
- ref. — reformismo
- ref.te — referente
- refl. — refletido
- refl. — reflexivo
- refl. — reflexo
- reform. — reformismo
- reg. — regência
- reg. — região
- reg. — regimento
- reg. — regional
- reg. — registro
- reg. — regular
- reg.º — registrado
- reg.º — regulamento
- regim. — regimento
- region. — regionalismo
- regress. — regressivo
- rel. — relatividade
- rel. — relativo
- rel. — relatório
- rel. — religião
- relaç. — relação
- relat. — relatividade
- relat. — relativo
- relat. — relatório
- relativ. — relatividade
- relig. — religião
- reloj. — relojoaria
- rem. — remo
- Rem.te — remetente
- rep. — repartição
- rep. — reprovado
- rep. — república
- repart. — repartição
- repert. — repertório
- report. — reportagem
- repúb. — república
- res. — reserva (militarmente)
- res. — residência
- rest. — restrito
- restr. — restritivamente
- restr. — restritivo
- restrit. — restritivo
- result. — resultado
- ret. — retórica
- retór. — retórica
- retrosp. — retrospectivo
- rev. — reverendo
- Rev. — Reverendo
- rev. — revista
- Rev.a — Reverência
- Rev.do — Reverendo
- Rev.mo — Reverendíssimo
- Rev.o — Reverendo
- revers. — reversível
- rg. — registro
- Rh — rhodium, ródio
- rib. — ribeira
- rib. — ribeirão
- rib. — ribeiro
- rit. — ritardando, retardando
- Rn — radônio
- rod. — rodésio
- rod. — rodovia
- rol. — rolandiano
- rom. — românico
- rom. — romano
- rom. — romeno
- romn. — romeno
- rot. — roteiro
- rs — réis (moeda)
- Ru — rutênio
- rub — rublo(s) (moeda)
- rub. — rubrica
- rum. — rumeno
- rup — rúpia(s) (moeda)
- rur. — rural
- rur. — ruralismo
- rural. — ruralismo
- rus. — russo
- russ. — russo
- rúst. — rústico

### S
- s — segundos(s) de tempo
- s — sobre (depois da palavra cheque)
- S — sul
- S — sulphur, enxofre
- S. — estéreo
- S. — Santa
- S. — Santo
- S. — São
- S. — segundo
- s. — segundo
- s. — substantivo(s)
- S. — Sul
- s.2g. — substantivo de dois gêneros
- s.2g.2n. — substantivo de dois gêneros e dois números
- S.A. — sociedade anônima
- S.A. — Sua Alteza
- S.A.C. — Sua Alteza Cristianíssima
- S.A.F. — Sua Alteza Fidelíssima
- S.A.I. — Sua Alteza Imperial
- S.A.R. — Sua Alteza Real
- S.A.R.L. — sociedade anônima de responsabilidade limitada
- S.A.S. — Sua Alteza Sereníssima
- S.A.t.g. — Santo Antônio te guie
- S.B. — Scientiae Baccalaureus, bacharel de ciência, bacharel em ciência
- S.C. — sentidas condolências
- S.Carid.e — Sua Caridade
- S.D. — Scientiae Doctor, doutor de ciência, doutor em ciência
- s.d. — sem data
- s.d. — sine die, sem data marcada
- S.E. — salvo erro
- S.E. — Sudeste
- S.E. — Sueste
- S.E.O. — salvo erro ou omissão
- s.e.o. — salvo erro ou omissão
- S.Em.a — Sua Eminência
- S.Em.as — Suas Eminências
- S.Ex.a Rev.ma — Sua Excelência Reverendíssima
- S.Ex.a — Sua Excelência
- S.Ex.as Rev.mas — Suas Excelências Reverendíssimas
- S.Ex.as — Suas Excelências
- s.f. — substantivo feminino
- s.f.2n. — substantivo feminino de dois números
- s.f.f. — se faz favor
- s.f.m. — substantivo feminino e masculino
- s.f.pl. — substantivo feminino plural
- S.G. — Sua Graça
- S.G. — Sua Grandeza
- S.H. — Sua Honra
- S.I.D. — Scientiae Iuridicae Doctor, doutor de ciência jurídica, doutor em ciência jurídica
- S.I.D. — sexties in die, seis vezes ao dia
- S.Il.ma — Sua Ilustríssima
- S.Il.mas — Suas Ilustríssimas
- S.J.D. — Scientiae Juridicae Doctor, doutor de ciência jurídica, doutor em ciência jurídica
- s.l. — sine loco, sem lugar
- s.l.n.d. — sem lugar nem data
- s.loc. — suo loco, em seu lugar
- S.M. — Scientiae Magister, mestre de ciência, mestre em ciência
- S.M. — Sua Majestade
- s.m. — substantivo masculino
- s.m.2n. — substantivo masculino de dois números
- S.M.A. — Sua Majestade Áulica
- S.M.F. — Sua Majestade Fidelíssima
- s.m.f. — substantivo masculino e feminino
- S.M.I. — Sua Majestade Imperial
- S.M.J. — salvo melhor juízo
- s.m.j. — salvo melhor juízo
- s.m.pl. — substantivo masculino plural
- s.n. — sine nomine, sem nome
- s.o — servo
- S.O. — Sudoeste
- S.O.S. — save our soul, save our ship, salve nossa alma, salve nosso navio, em apelo de socorro
- S.or — Sênior
- S.or — Sóror
- S.P. — Santo Padre
- S.P. — sentidos pêsames
- S.P. — serviço público
- s.p. — sine prole, sem filhos
- S.P. — Sua Paternidade
- s.p. — substantivo próprio
- s.p.loc. — substantivo próprio locativo
- s.p.pers. — substantivo próprio personativo
- S.P.Q.R. — Senatus Populusque Romanus, o Senado e o Povo Romano
- s.r — senhor
- S.r — senior, mais velho
- S.R. — sem residência
- s.r. — sem residência
- S.R. — serviço da República
- S.res — senhores
- S.res — senhores
- S.res — senhores
- S.Rev.a — Sua Reverência
- S.Rev.ma — Sua Reverendíssima
- S.Rev.mas — Suas Reverendíssimas
- S.rta — senhorita
- S.S. — steamer ship, barco a vapor
- S.S. — Sua Santidade
- S.S. — Sua Senhoria
- S.S.a — Sua Senhoria
- S.S.A.A. — Suas Altezas
- S.S.as — Suas Senhorias
- S.S.E. — Su-Sueste
- S.S.O. — Su-Sudoeste
- S.S.W. — Su-Sudoeste
- S.T.D. — Sacrae Theologiae Doctor, doutor de teologia sacra, doutor em teologia sacra
- S.T.L. — Sacrae Theologiae Licentiatus, licenciado de teologia sacra, licenciado em teologia sacra
- S.ta — Santa
- S.ta — Santa
- S.ta — senhorita
- S.to — Santo
- S.to — Santo
- S.V. — sede vacante, na vacância da Sé
- S.V. — sotavento
- s.v. — sub uoce (sub voce), sob a voz, sob o verbete
- S.V.P. — s’il vous plait, por favor
- s.vv. — sub uocibus (sub vocibus), sob as vozes, sob os verbetes
- S.W. — Sudoeste
- s/ — sem
- s/ — seu, sua, seus, suas
- s/a — seu aceite (comercialmente)
- s/c — sua carta (comercialmente)
- S/C — sua casa
- s/c — sua casa (comercialmente)
- s/c — sua conta (comercialmente)
- s/d — sem data
- s/f — seu favor
- s/l n/d — sem lugar nem data
- s/l — seu lançamento (comercialmente) e sem local
- s/l — sobreloja
- s/l — sua letra (comercialmente)
- s/o — sua ordem (comercialmente)
- S/R — sem residência
- s/r — sem residência
- sab. — saboaria
- sac. — sacerdote
- sal. — salina(s)
- sal. — salineira(s)
- sals. — salsicharia
- sân. — sânscrito
- sâns. — sânscrito
- sânscr. — sânscrito
- sap. — sapataria
- sapat. — sapataria
- Sarg. — Sargento
- Sarg.-Aj. — Sargento-Ajudante
- Sarg.-Aj.te Sargento-Ajudante
- sát. — sátira(s)
- Sb — stilbium, antimônio
- Sb. — stilb(s) (candela por centímetro quadrado)
- Sc — scandium, escândio
- sc. — scilicet, a saber, quer dizer
- Sc.B. — Scientiae Baccalaureus, bacharel de ciências, bacharel em ciências
- Sc.D. — Scientiae Doctor, doutor de ciência, doutor em ciência
- Sc.I.D. — Scientiae Iuridicae Doctor, doutor de ciência jurídica, doutor em ciência jurídica
- Sc.J.D. — Scientiae Juridicae Doctor, doutor de ciência jurídica, doutor em ciência jurídica
- Sc.M. — Scientiae Magister, mestre de ciência, mestre em ciência
- sc.t — sculpsit, esculpiu
- Sc.T.D. — Scientiae Theologicae Licentiatus, licenciado de ciência teológica, licenciado em ciência teológica
- sch. — schilling(s), xelim ou xelins (moeda)
- scl.t — sculpsit, esculpiu
- scr. — sânscrito
- scrps.t — scripsit, escreveu
- scul. — sculpsit, esculpiu
- Se — selênio
- SE — Sudoeste
- SE — Sueste
- sec. — secante
- sec. — secretaria
- sec. — secretário(a)
- sec. — seculum (sæculum; secula, sæcula), século(s)
- séc. — século
- secr. — secretaria
- secr. — secretário(a)
- sécs. — séculos
- sect. — sectarismo
- seg — segundo(s)
- seg. púb. — segurança pública
- seg. — seguinte
- seg. — segundo
- seg. — seguro(s)
- seg. soc. — seguro social
- segg. — seguintes
- segs. — seguintes
- sel. — seleção
- sem. — semana(s)
- sem. — semântica
- sem. — semelhante(s)
- sem. — semestre(s)
- sem. — seminário
- sem. — semítico
- semânt. — semântica
- semic. — semicantão
- semin. — seminário
- semiol. — semiologia
- semít. — semítico
- semit. — semitismo
- sen. — seno
- sent. — sentença
- sent. — sentido
- sep. — separado
- septent. — septentrional
- seq. — sequens (masculino, feminino ou neutro), seguinte
- seqq. — sequentes (masculino ou feminino), sequentia (neutro), seguintes
- sér. — sérvio
- ser.-cr. — servo-croata
- serg. — sergipano
- seric. — sericicultura
- seric. — sericultura
- sericic. — sericicultura
- serr. — serralharia
- serr. — serralheiro
- serralh. — serralharia
- serv. — serviço
- sço. — serviço
- sv. — serviço
- sérv. — sérvio
- set. — setembro
- set. — setentrional
- set.o — setembro
- setent. — setentrional
- sf. — sforzando, imprimindo progressivamente mais intensidade
- sg. — singular
- sh — shilling(s), xelim ou xelins (moeda)
- sh.tn. — short ton(s), tonelada(s) curta(s) (medida)
- Si — silício
- siam. — siamês
- sib. — siberiano
- sid. — siderurgia
- sider. — siderotécnica
- sider. — siderurgia
- siderogr. — siderografia
- siderotéc. — siderotécnica
- sigil. — sigilografia, esfragística
- sign. — siginificação
- sign. — significa, que significa
- signif. — significante
- síl. — sílaba
- silog. — silogismo
- silv. — silvicultura
- silvic. — silvicultura
- simb. — simbólico
- símb. — símbolo
- simb. — simbologia
- simból. — simbólica
- simbol. — simbolismo
- simbol. — simbologia
- simpl. — simplesmente
- sin. ger. — sinônimo geral, sinônimos gerais
- sin. — sinaleiro
- sin. — sinônimo(s)
- sing. — singular
- sinon. — sinonímia
- sinôn. — sinônimo(s)
- sint. — sintaxe
- sínt. — síntese
- sint. — sintético
- sir. — siríaco
- sír. — sírio
- sist. — sistema
- sist. — sistemática
- sit. — situado
- Sm — samário
- Sn — stagnum, estanho
- Snr. — senhor
- Snr.a — senhora
- SO — Sudoeste
- soc. — sociedade
- Soc. — sociedade (comercialmente)
- soc. — sociologia
- social. — socialismo
- sociol. — sociologia
- sól. — sólido
- son. — sonoplastia
- sor. — sorologia
- Sór. — sóror
- sost. — sostenuto, sustentado
- sov. — soviético
- soviét. — soviético
- SOS. — Sinal de perigo
- sp. — species (singular), espécie
- spp. — species (plural), espécies
- sq.ft. — square foot (feet), pé(s) quadrado(s)
- sq.in. — square inch(es), polegada(s) quadrada(s)
- sq.m. — square mile(s), milha(s) quadrada(s)
- sq.rd. — square rod(s), vara(s) quadrada(s)
- sq.yd. — square yard(s), jarda(s) quadrada(s)
- Sr — strontium, estrôncio
- Sr. — senhor
- Sr. — senior, o mais velho
- Sr.a — senhora
- Sr.as — senhoras
- Sr.es — senhores
- sr.es — senhores
- Sr.ta — senhorita
- Sres. — senhores
- Srv. — servidão (toponimicamente)
- SS. — Santíssimo(a)
- SS. — Santos
- ss. — seguintes
- SS.AA.CC. — Suas Altezas Cristianíssimas
- SS.AA.FF. — Suas Altezas Fidelíssimas
- SS.AA.II. — Suas Altezas Imperiais
- SS.AA.RR. — Suas Altezas Reais
- SS.AA.SS. — Suas Altezas Sereníssimas
- SS.Ex.as Rev.mas Suas Excelências Reverendíssimas
- SS.Ex.as Suas Excelências
- SS.GG. — Suas Graças
- SS.GG. — Suas Grandezas
- SS.HH. — Suas Honras
- SS.Il.mas Suas Ilustríssimas
- SS.MM. — Suas Majestades
- SS.MM.AA. — Suas Majestades Áulicas
- SS.MM.FF. — Suas Majestades Fidelíssimas
- SS.MM.II. — Suas Majestades Imperiais
- SS.PP. — Suas Paternidades
- SS.Rev.as — Suas Reverências
- SS.Rev.mas — Suas Reverendíssimas
- SS.S.as — Suas Senhorias
- SS.SS. — Suas Santidades
- SS.SS. — Suas Senhorias
- SSE — Su-Sueste
- SSO — Su-Sudoeste
- SSW — Su-Sudoeste
- st — estéreo(s)
- stac. — staccato, destacado, com parada súbita
- St-Cu — estrato-cúmulo
- sth — sthenos, esteno
- Sto — Santo
- Sto. — Santo
- sub. — subjuntivo
- sub. — subúrbio
- subafl. — subafluente
- subafls. — subafluentes
- Subdiác. — subdiácono
- subj. — subjuntivo
- subjunt. — subjuntivo
- subord. — subordinativa
- subst. — substantivamente, de modo substantivado
- subst. — substantivo
- subvar. — subvariante
- Suc. — sucessor(es) (comercialmente)
- suc. — sucursal
- sue. — sueco
- suec. — sueco
- suf. nom. — sufixo nominal
- suf. — sufixal
- suf. — sufixo
- suf. verb. — sufixo verbal
- sul. — sulista
- sul-af. — sul-africano
- sul-afr. — sul-africano
- sul-amer. — sul-americano
- sup. — superfície
- sup. — superior
- sup. — superlativo
- sup. — supino
- sup. — supra, acima
- sup.e — suplicante
- super. — superioridade
- superf. — superfície
- superl. abs. sint. — superlativo absoluto sintético
- superl. — superlativo
- supl. — suplemento
- suprf. — superfície
- suprl. — superlativo
- suprs. — superstição
- surr. — surrealismo
- surreal. — surrealismo
- SV — sotavento
- SW — Sudoeste

### T
- T — sinal para o farmacêutico transcrever para o rótulo a forma como se deve administrar o remédio
- t — tonelada(s)
- t — tonelada(s)-força
- t* — tonelada(s)-força
- t*/m³ — tonelada(s)-força por metro cúbico
- T. — tara
- Tea. — teatro
- T. — tempo
- T. — termo
- t. — termo(s)
- t. — tomo(s)
- T. — travessa (toponimicamente)
- t.c. — transitivo circunstancial
- t.d. — e circ. — transitivo direto e circunstancial
- t.d. — e i. — transitivo direto e indireto
- t.d. — transitivo direto
- t.geogr. — sign. — termo geográfico que significa
- t.i. — transitivo indireto
- t.i.d. — ter in die, três vezes ao dia
- T.P. — tuberculose pulmonar
- T.P.M. — tensão pré-menstrual
- T.S.F. — telefonia sem fios
- T.S.F. — telegrafia sem fios
- T.te C.el — tenente-coronel
- t.te c.el — tenente-coronel
- T.te — tenente
- t.te — tenente
- T.te-C.el — tenente-coronel
- t.te-c.el — tenente-coronel
- t/m³ — tonelada por metro cúbico
- t/m³ — tonelada(s) por metro cúbico
- Ta — tantálio
- tab. — fumos, tabacaria
- tab. — tabela
- táb. — táboa
- tai. — taino
- taí. — taíno
- tail. — tailandês
- tam. — tamul
- tâm. — tâmul
- tan. — tanoaria
- tang. — tangente
- tanoar. — tanoaria
- taquigr. — taquigrafia
- tát. — tática
- taur. — tauromaquia
- taurom. — tauromaquia
- taxid. — taxidermia
- Também — térbio
- também. — também
- Tc — tcnécio
- tc — teclar
- Te — telúrio
- teat. — teatro
- teatr. — teatro
- tec. — tecelagem
- tec. — tecidos
- téc. — técnica
- tec. — tecnologia
- tecna. — tecnologia
- tecgo. — tecnólogo
- tecel. — tecelagem
- técn. — técnica
- tecn. — tecnologia
- tecnog. — tecnografia
- tecnogr. — tecnografia
- tecnol. — tecnologia
- tect. — tectônico
- tel. — telefone
- tel. — telefonia
- tel. — telegrafista
- tel. — telegrama
- tele. — telefone
- telec. — telecomunicações
- telecom. — telecomunicações
- telef. — telefone
- telef. — telefonia
- telef.s. — fios telefonia sem fios
- teleg. — telégrafos
- telegr. — telegrafia
- telégr. — telégrafo
- telem. — telemetria
- telev. — televisão
- temp. — temperatura
- temp. — tempore, no tempo
- temper. — temperatura
- Ten. — Tenente
- ten. — tenente
- Ten.-Cel. — tenente-coronel
- ten.-cel. — tenente-coronel
- teol. — teologia
- teôn. — teônimo
- teor. — teorema
- teos. — teosofia
- tep - tonelada equivalente de petróleo
- ter. — teratologia
- terap. — terapêutica
- terap. — terapia
- terapêut. — terapêutica
- terat. — teratologia
- teratol. — teratologia
- térm. — térmico
- term. — terminação
- term. — terminologia
- termin. — terminologia
- terminol. — terminologia
- termod. — termodinâmica
- termodinâm. — termodinâmica
- termom. — termometria
- terr. — território
- territ. — território
- tes. — tesoureiro
- test. — testemunha
- test.o — testamento
- têxt. — têxtil, têxteis
- tf — tonelada(s)-força (medida)
- TGO - Transaminase glutâmico-oxalacética
- TGP - Transaminase glutâmico-pirúvica
- th — termia
- Th — thorium, tório
- Ti — titânio
- tib. — tibetano
- tibet. — tibetano
- tint. — tintura
- tint. — tinturaria
- tip. — tipografia
- tipogr. — tipografia
- tipol. — tipologia
- tir. — tiragem
- tít. — título
- Tl — tálio
- Tm — thulium, túlio
- ton. — tonel ou tonéis
- tôn. — tônico
- tóp. — tópico
- top. — topônimo(s)
- top.f. — topônimo feminino
- top.f.pl. — topônimo feminino plural
- top.m. — topônimo masculino
- top.m.f. — topônimo masculino e feminino
- top.m.pl. — topônimo masculino plural
- topog. — topografia
- topogr. — topografia
- topol. — topologia
- topon. — toponímia
- topôn. — topônimo
- torp. — torpedeiro
- tosc. — toscano
- tox. — toxicologia
- toxiol. — toxiologia
- tr. — transitivo
- trab. — trabalho
- trabalh. — trabalhismo
- trad. bras. — tradução brasileira
- trad. — tradução
- trad. — traduzido
- tradic. — tradicional
- tradic. — tradicionalismo
- tráf. — tráfego
- trans. — transitivamente
- trans. — transitivo
- transit. — transitivo
- transj. — transjordano
- transm. — transmontanismo, termo de Trás-os-Montes
- transm. — transmontano
- transmont. — transmontano
- transobj. — transobjetivo
- transp. — transportes
- trat. — tratado
- trat. — tratamento
- Trav. — travessa (toponimicamente)
- trem. — tremolo, com tremor, trêmulo
- trib. — tribunal
- trib. — tributário
- trib. — tributos
- trig. — trigonometria
- trigon. — trigonometria
- trim. — trimestral
- trim. — trimestre(s)
- trimest. — trimestral
- trit. — triticultura
- triv. — trivial
- trop. — tropical
- tt — tomos
- TT. — termos
- Tu — túlio
- tun. — tunisino
- tunis. — tunisiano
- tunis. — tunisino
- tup. — tupi
- tupi-guar. — tupi-guarani
- tur. — turismo
- turc. — turco
- turism. — turismo
- tv. — televisão

### U
- U — urânio
- u. e c. — usos e costumes
- u.e. — uso externo
- u.i. — ubi infra, lugar abaixo mencionado
- u.i. — uso interno
- u.inf. — ubi infra, lugar abaixo mencionado
- u.s. — ubi supra, lugar acima mencionado
- u.sup. — ubi supra, lugar acima mencionado
- ucr. — ucraíno
- ucraín. — ucraíno
- ucran. — ucraniano
- ult. — último (mense), no mês passado
- umb. — umbanda
- un. — unidade
- un. — uniforme
- unif. — uniforme
- univ. — universal
- univ. — universidade
- univers. — universidade
- urb. — urbanismo
- urb. — urbanista
- urb. — urbano
- urban. — urbanista
- urol. — urologia
- urug. — uruguaio
- us. — usado(s)
- us. — usa-se
- USG - ultrassonografia
- usual. — usualmente
- útil. — utilidade
- útil. — utilitarismo
- utilid. — utilidade
- utilit. — utilitarismo
- utop. — utopismo
- utópi. — utópico

### V
- V — vanádio
- v — vara(s) (medida)
- v — vela(s) internacional
- V — volt internacional
- v — volt(s)
- V — volt(s)
- v. sup. — uide (vide) supra, vê, veja acima
- v. — uersus (versus), contra
- v. — uersus (versus), verso (de poemas)
- V. — uide (vide)
- v. — uide (vide)
- V. — uidete (videte)
- v. — uidete (videte)
- v. — vapor
- V. — vê
- v. — vê
- V. — vede
- v. — vede
- V. — veja
- v. — veja
- V. — vejam
- v. — vejam
- V. — veja-se
- v. — veja-se
- V. — velocidade
- v. — ver
- v. — verbal
- v. — verbo(s)
- v. — verso
- V. — vila
- v. — vila
- V. — viola
- V. — Virgem[desambiguação necessária]
- V. — visto(s), vista(s)
- V. — você
- v. — você
- V.a — vila
- V.a — viúva
- V.A. — Vossa Alteza
- V.-Alm. — vice-almirante
- v.-alm. — vice-almirante
- V.Carid.e — Vossa Caridade
- V.de — visconde
- V.dessa — viscondessa
- V.E.mas — Vossas Eminências
- V.E.ma — Vossa Eminência
- V.Ex.a Rev.ma — Vossa Excelência Reverendíssima
- V.Ex.a — Vossa Excelência
- V.Ex.as Rev.mas — Vossas Excelências Reverendíssimas
- V.Ex.as — Vossas Excelências
- V.Ex.ma — Vossa Excelentíssima
- v.g. — uerbi (verbi) gratia, por amor da palavra, por exemplo
- V.G. — Vossa Graça
- V.G. — Vossa Grandeza
- V.H. — Vossa Honra
- v.i. — vela internacional
- v.i./cm² — vela por centímetro quadrado
- V.Il.ma — Vossa Ilustríssima
- v.l. — varia (uaria) lectio, lição vária
- V.M. — Vossa Majestade
- V.M.as — Vossas Mercês
- V.M.ce — Vossa Mercê
- V.Mag.a — Vossa Magnificência
- v.o — verso (lado posterior)
- v.o — verso, face par de um fólio
- v.or — venerador
- V.P. — Vossa Paternidade
- V.Rev.a — Vossa Reverência
- V.Rev.as — Vossas Reverências
- V.Rev.ma — Vossa Reverendíssima
- V.Rev.mas — Vossas Reverendíssimas
- v.s. — uide (vide) supra, vê acima
- V.S. — Vossa Santidade
- V.S. — Vossa Senhoria
- V.S.a Il.ma — Vossa Senhoria Ilustríssima
- V.S.a — Vossa Senhoria
- V.S.as Il.mas — Vossas Senhorias Ilustríssimas
- V.S.as — Vossas Senhorias
- v.s.f.f. — volte, se faz favor
- V.S.Ilma — Vossa Senhoria Ilustríssima
- V.S.S. — valha sem selo
- v/ — vosso(s), vossa(s) (comercialmente)
- v/c — vossa conta (comercialmente)
- v/o — vossa ordem (comercialmente)
- VA — volt-ampere
- va — valor agregado
- va. — viola (cf. vla.)
- vad. — vademeco
- vadm. — vademeco
- val. — valão
- var. pros. — variante prosódica
- var. — variação
- var. — variante(s)
- var. — variedade
- vasc. — vasconço
- vb. — verbo (no vocábulo)
- vc — você
- vc. — violoncelo (cf. vlc.)
- VCD — video comette recorder, gravador de videocassete
- veg. inf. — vegetais inferiores (salvo congumelos)
- veg. — vegetal
- vel. — velocidade
- veloc. — velocipedia
- ven. — venatório
- ven.or venerador
- venat. — venatório
- venez. — veneziano
- venez. — venezuelano
- venezuel. — venezuelano
- verb. — verbal
- verb. — verbete
- verb. — verbo
- verbal. — verbalismo
- vern. — vernaculismo
- vern. — vernáculo
- veros. — verossimilhança
- veross. — verossimilhança
- vers. — versificação
- versif. — versificação
- vet. — veterinária
- vet. — veterinário
- veter. — veterinária
- VHF — very high frequency, frequência muito alta
- VHS — video home system, sistema doméstico de vídeo
- Vi — virgínio
- vid. — uide (vide), vê
- vid. — uidete (videte), vede
- Vid. — vide (veja), vê
- vid. — vide (veja), vê
- vidr. — vidraria, fábrica de vidros
- Vig. — Vigário
- vig. — vigário
- Vig.o — vigário
- vig.o — vigário
- vin. — vinicultura
- vin. — vinificação
- vinic. — vinicultura
- viol. — violino (cf. vn.)
- VIP — very important person, pessoa muito importante
- vit. — viticultura
- vitic. — viticultura
- vitr. — vitral
- viz. — uidelicet (videlicet), convém ver, veja-se
- viz. — uidelicet (videlicet), nomeadamente (introduzindo enumeração finita de itens)
- vl. — violino (cf. vn.)
- vla. — viola (cf. va.)
- vlc. — violoncello, violoncelo
- vln. — violino (cf. vn.)
- vm.ce — vosmecê, vossemecê
- vm.ces — vosmecês, vossemecês
- vn. — violino (cf. viol., vl., vln.)
- vo. — verso, face par de um fólio
- voc. pop. — uoce (voce) populi, na voz do povo
- voc. — vocabulário
- voc. — vocábulo
- voc. — vocalismo
- voc. — vocativo
- vog. — vogal
- vol. — esp. — volume específico
- vol. — uolumen (volumen), volume
- vol. — volume
- volat. — volataria
- voll. — uolumina (volumina), volumes
- vols. — volumes
- vox. pop. — uox (vox) populi, a voz do povo
- vs. — uersus (versus), contra
- vulc. — vulcânico
- vulg. — vulgar
- vulg. — vulgarmente
- VV. S.as Il.mas — Vossas Senhorias Ilustríssimas
- vv. — uersi (versi), versos (de poemas)
- VV.AA. — Vossas Altezas
- VV.Carid.es — Vossas Caridades
- VV.Ex.as — Vossas Excelências
- VV.Ex.mas — Vossas Excelentíssimas
- VV.GG. — Vossas Graças
- VV.HH. — Vossas Honras
- VV.Il.mas — Vossas Ilustríssimas
- VV.LL. — uariae (variae) lectiones, lições várias
- VV.M.ces — Vossas Mercês
- VV.Mag.as — Vossas Magnificências
- VV.MM. — Vossas Majestades
- VV.PP. — Vossas Paternidades
- VV.Rev.as — Vossas Reverências
- VV.Rev.mas — Vossas Reverendíssimas
- VV.S.as — Vossas Senhorias
- VV.SS. — Vossas Senhorias
- VV.SS.Il.mas — Vossas Senhorias Ilustríssimas

### W
- W — Oeste
- w — watt
- W — watt internacional
- W — Wolfram, volfrâmio tungstênio
- W. — Oeste
- W.C. — water-closet, toalete
- W.N.W — Oés-Noroeste
- Wh — watt(s)-hora
- wh — watt-hora
- Wh — watt-hora internacional
- WNW — Oés-Noroeste
- WOW — World of Warcraft
- Ws — watt(s)-segundo
- ws — watt-segundo
- Ws — watt-segundo internacional
- WSW — Oés-Sudoeste
- WSW — Oés-Sudoeste
- WWW — world wide web, rede de extensão mundial

### X
- x — incógnita (em matemática)
- X. — abreviatura com que se encobre um nome
- X. — indicação de autor anônimo
- X.P.T.O. — Cristo; especial, sofisticado; genérico
- X.Y.Z. — abreviatura com que se encobre um nome
- Xe — xênio
- Xe — xenônio
- xenof. — xenofobia
- xerog. — xerografia
- xerogr. — xerografia
- xilog. — xilogravura
- xin. — — xintoísta

### Y
- y — segunda incógnita (em matemática)
- Y — yttrium, ítrio
- Yb — ytterbium, itérbio
- yd — yard(s), jarda(s)
- yd.p.sec. — yard(s) per second, jarda(s) por segundo
- yyh — yu yu hakusho (Anime)

### Z
- z — terceira incógnita (em matemática)
- Z. — abreviatura com que se encobre um nome
- zend. — zenda
- zend. — zende
- Zn — zinco
- zo. — zoologia
- zoo. — zoológico
- zool. — zoologia
- zoot. — zootecnia
- zootec. — zootecnia
- zootéc. — zootécnica
- Zr — zircônio